# Football aux Jeux olympiques d'été de 1988
Vous lisez un « bon article » labellisé en 2015.
Navigation
Los Angeles 1984 Barcelone 1992
Le football est un des vingt-trois sports officiels aux Jeux olympiques de 1988. Il n’y a pas de compétition féminine et la compétition masculine comprend quatre groupes de quatre équipes au premier tour, suivi de quarts de finale, demi-finales et finales du 17 septembre au 1er octobre 1988. Les matchs sont joués dans six stades répartis dans cinq villes sud-coréennes. Le tournoi est organisé par la Korea Football Association (대한축구협회) ainsi que par le Comité olympique sud-coréen (대한체육회).
Cette épreuve est limitée aux joueurs professionnels n'ayant jamais participé à une Coupe du monde pour l'Europe et l'Amérique du Sud, mais aucune restriction n'est faite pour les autres confédérations. Les Jeux olympiques de 1992, réservés aux moins de 23 ans, mettront fin à cette règle.
Quinze équipes se sont qualifiées par l'intermédiaire de plusieurs éliminatoires, la Corée du Sud étant qualifiée d'office en tant que pays hôte. Le Mexique qui avait obtenu sa qualification est disqualifié et est remplacé par le Guatemala. La France, tenante du titre, termine dernière de son groupe de qualification et ne participe pas aux Jeux olympiques. La Chine y prend part pour la première fois.
Durant la compétition, la Zambie surprend en battant l'Italie quatre buts à zéro et l'Australie se qualifie pour les quarts de finale. L'Union soviétique remporte son second titre olympique après 1956 en battant en finale le Brésil et son meilleur buteur Romário, qui inscrit sept buts durant le tournoi. La médaille de bronze est remportée par l'Allemagne de l'Ouest, qui est également récompensée par le trophée du fair-play.
Il faut rappeler que le contexte de la Corée du Sud est, dans les années 1980, celui d'un des quatre dragons asiatiques, faisant partie des Nouveaux pays industrialisés (NPI) et en passe de devenir un pays développé dans les années 1990. Au même moment, le pays connaît un soulèvement d'un million de Sud-Coréens en juin 1987, qui a été violemment réprimé et qui va entraîner la fin de la dictature pour installer un pouvoir démocratique dans le pays.

## Acteurs et stades

### Contexte

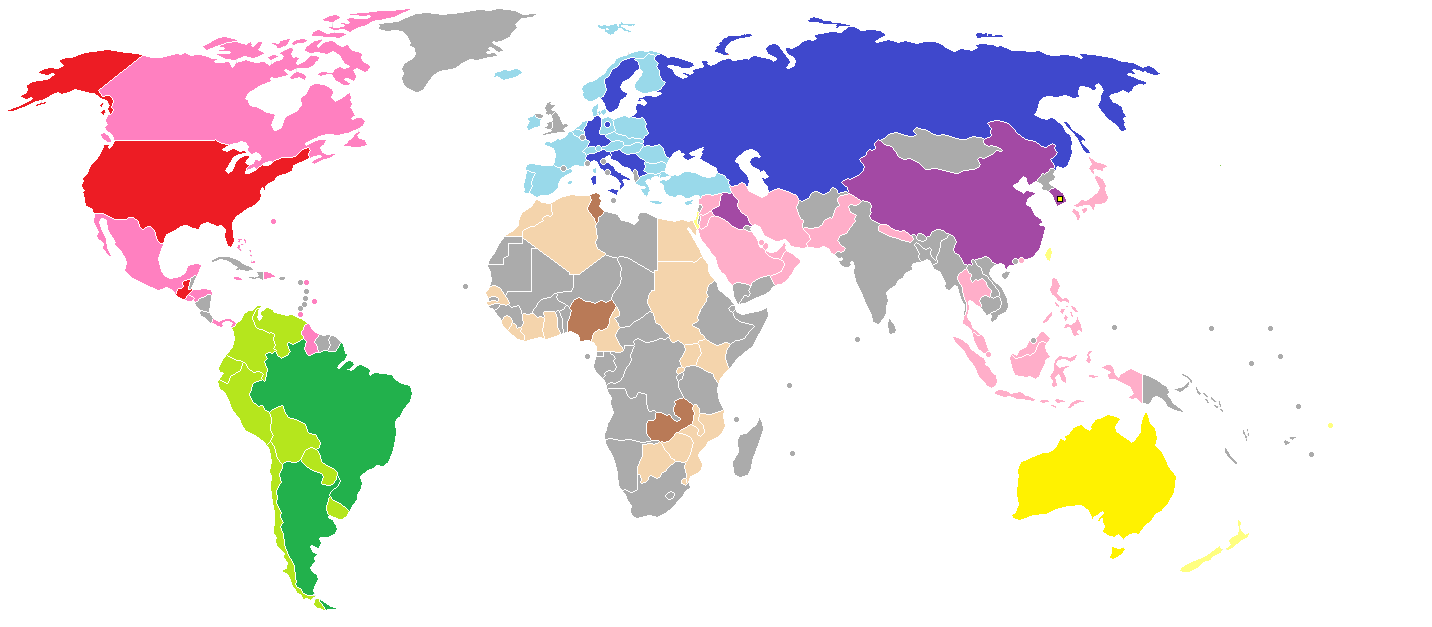
Équipes participantes à la phase qualificative et équipes qualifiées, par confédération. Les pays en foncé correspondent aux pays qualifiés pour les Jeux olympiques.

Les Jeux olympiques d'été de 1988, Jeux de la XXIVe olympiade de l'ère moderne, ont été célébrés du 17 septembre au 2 octobre 1988 à Séoul, en Corée du Sud.
La Corée du Nord avait demandé à héberger des épreuves olympiques, dont la compétition de football. Durant les pourparlers en 1986, Juan Antonio Samaranch proposa que le tournoi de football ou une partie de celui-ci se déroule en Corée du Nord. Cependant aucun accord ne fut trouvé et la Corée du Sud organisa seule les Jeux olympiques.
Seules six sélections présentes ont participé aux Jeux olympiques de 1984 : le Brésil (médaille d'argent), la Yougoslavie (médaille de bronze), l'Italie (quatrième), l'Allemagne de l'Ouest (quart-de-finaliste), l'Irak et les États-Unis (premier tour). La France, tenante du titre, termine dernière de son groupe et ne se qualifie pas pour les Jeux olympiques. 23 sports sont inscrits au programme de la manifestation, dont le football.
Les vainqueurs des coupes du monde des moins de 16 ans 1985 et 1987 (Nigeria et Union soviétique) et les vainqueurs de la coupes du monde des moins de 20 ans 1985 et 1987 (Yougoslavie et Brésil) sont présents à ce tournoi.
Ce sont les premiers Jeux olympiques où il n'y a pas de boycott d'équipes qualifiées après les éditions 1976 (boycott des pays africains), 1980 (boycott des pays pro-américains) et 1984 (boycott des pays du Pacte de Varsovie).

#### La disqualification du Mexique
Le Mexique, qui s'était qualifié sur le terrain, est finalement disqualifié : dans le cadre du Championnat d'Amérique du Nord, centrale et Caraïbe de football des moins de 20 ans 1988, comptant pour les éliminatoires de la Coupe du monde de football des moins de 20 ans 1989, les Mexicains ont aligné quatre joueurs de plus de 20 ans (Jiménez (es), de la Fuente (es), Mata (es) et Rivera (es)). Révélée par le journaliste mexicain Antonio Moreno, l'affaire pousse la fédération du Guatemala de football à déposer un recours à la CONCACAF contre le Mexique. L'enquête est dirigée par le Salvadorien José Ramón Flores, qui prouve la falsification des âges sur la liste fixée par la Federación Mexicana de Fútbol Asociación (FEMEXFUT).
Après examen de l'affaire, le 30 juin, la FIFA décide d'exclure de toutes les compétitions les différentes sélections mexicaines, les privant ainsi des Jeux olympiques 1988 de Séoul, de la Coupe du monde des moins de 20 ans 1989 en Arabie saoudite et des éliminatoires de la Coupe du monde 1990. Finalement, le Guatemala, qui avait terminé deuxième du groupe derrière le Mexique, récupère sa place et se retrouve dans le groupe B.

#### Les autres sélections
La Corée du Sud se prépare aux Jeux olympiques par divers tournois organisés à Séoul : la Coupe du Président 1985 (finaliste), les Jeux asiatiques de 1986 (vainqueur), la Coupe du Président 1987 (vainqueur) et la Coupe du Président 1988 (troisième). Au cours de cette dernière compétition, les équipes olympiques américaine, zambienne, soviétique et irakienne se préparent aussi en vue de ces Jeux.
Les championnats soviétiques et d'Allemagne de l'Ouest sont interrompus afin de faciliter la préparation de leurs sélections olympiques respectives, alors que pour les Italiens, la Federazione Italiana Giuoco Calcio (FIGC) a décidé de décaler le début du championnat au 9 octobre 1988 au lieu de mi-septembre.
Alors que normalement les matchs olympiques ne sont pas comptabilisés comme des matchs de sélection d'équipe A, les matchs olympiques de l'Australie constituent des matchs A FIFA. De même, pour l'Irak, seul le match contre la Zambie est considéré comme officiel, alors que pour la Zambie, les matchs contre le Guatemala et l'Irak sont officiels. Ces trois nations sont des sélections A et non des sélections olympiques.

#### Équipes qualifiées
Depuis 1984, les joueurs professionnels de football sont autorisés à participer au tournoi olympique. Cependant pour éviter de concurrencer la Coupe du monde de la FIFA, les sélections sud-américaines et européennes sont restreintes et ne peuvent pas envoyer de joueurs ayant participer à une précédente Coupe du monde, alors que les autres sélections ne sont pas concernées par cette limite. Les règles de 1984 ont également été maintenues pour l'édition de 1988, mais avec un paragraphe supplémentaire : les footballeurs européens et sud-américains qui avaient auparavant joué moins de 90 minutes dans un seul match de la Coupe du monde étaient éligibles. C'est pourquoi plusieurs joueurs ayant participé au Mondial 86 au Mexique sont sélectionnés : les Irakiens Ahmed Radhi, Samir Shaker, Ismail Mohammed, Hussein Saeed, Basil Gorgis, Natik Hashim et Ghanim Oraibi, comme les Sud-Coréens Park Kyung-hoon, Cho Min-kook, Chung Yong-hwan, Noh Soo-jin, Byun Byung-joo, Choi Soon-ho, Kim Joo-sung ont disputé au moins un match.
Les 16 équipes qualifiées pour le tournoi final sont : 
| - Pays-hôte - Corée du Sud (3e) - Afrique (CAF) - Nigeria (3e) - Tunisie (2de) - Zambie (2de) - Asie (AFC) - Chine (1re) - Irak (3e) - Amérique du Nord, Centrale et Caraïbes (CONCACAF) - États-Unis (9e) - Mexique puis Guatemala (3e) | - Amérique du Sud (CONMEBOL) - Argentine (4e) - Brésil (8e) - Océanie (OFC) + Israël. - Australie (2de) - Europe (UEFA) - Allemagne de l’Ouest (4e) - Italie (10e) - Suède (8e) - Union soviétique (6e) - Yougoslavie (11e) |

Entre parenthèses, le nombre de participations aux Jeux olympiques.

### Tirage au sort
Le tirage au sort de la phase finale des Jeux olympiques de Séoul a lieu le 8 juin 1988.
La répartition des équipes qualifiées dans chacun des quatre chapeaux a été décidée en tenant compte des critères géographiques, afin d'éviter les confrontations entre équipes du même continent.
| Groupe A                  | Groupe B       | Groupe C              | Groupe D         |
| ------------------------- | -------------- | --------------------- | ---------------- |
| Suède (A1)                | Zambie (B1)    | Corée du Sud (C1)     | Australie (D1)   |
| Tunisie (A2)              | Irak (B2)      | Union soviétique (C2) | Yougoslavie (D2) |
| Chine (A3)                | Italie (B3)    | États-Unis (C3)       | Brésil (D3)      |
| Allemagne de l’Ouest (A4) | Guatemala (B4) | Argentine (C4)        | Nigeria (D4)     |

### Stades retenus
Le tournoi olympique se déroule dans six stades en Corée du Sud, deux à Séoul et quatre dans les sous-sièges. En décentralisant la compétition de football dans les villes de Gwangju, Pusan, Daejeon et Daegu, les organisateurs ont permis à tout le pays d'être concerné par les Jeux olympiques.
Ces stades existaient déjà avant la désignation de Séoul pour les Jeux olympiques, le plus vieux stade datant de 1925 (le stade Dongdaemun), mais des travaux ont été réalisés en vue des Jeux asiatiques de 1986 puis des Jeux olympiques de 1988. Cinq de ces stades ont déjà servi à l'épreuve de football lors des Jeux asiatiques de 1986, que la Corée du Sud a remporté.
| \| Busan Daegu Daejeon Gwangju Séoul \| Sites sud-coréens des Jeux olympiques de 1988 |
| Busan Daegu Daejeon Gwangju Séoul                                                     |

| Ville            | Stade                                                 | Capacité | Mise en service |
| ---------------- | ----------------------------------------------------- | -------- | --------------- |
| Pusan (부산시)   | Stade Gudeok de Busan (en) (부산 구덕 운동장)         | 24 363   | 1928            |
| Daegu (대구시)   | Stade civique de Daegu (en) (대구시민운동장 주경기장) | 19 467   | 1948            |
| Daejeon (대전시) | Stade Hanbat de Daejeon (en) (대전한밭종합운동장)     | 20 618   | 1964            |
| Gwangju (광주)   | Stade Mudeung de Gwangju (en) (광주무등경기장)        | 24 304   | 1965            |
| Séoul (서울시)   | Stade Dongdaemun (동대문운동장)                       | 22 706   | 1925            |
| Séoul (서울시)   | Stade olympique de Séoul (서울올림픽주경기장)         | 69 950   | 1977            |

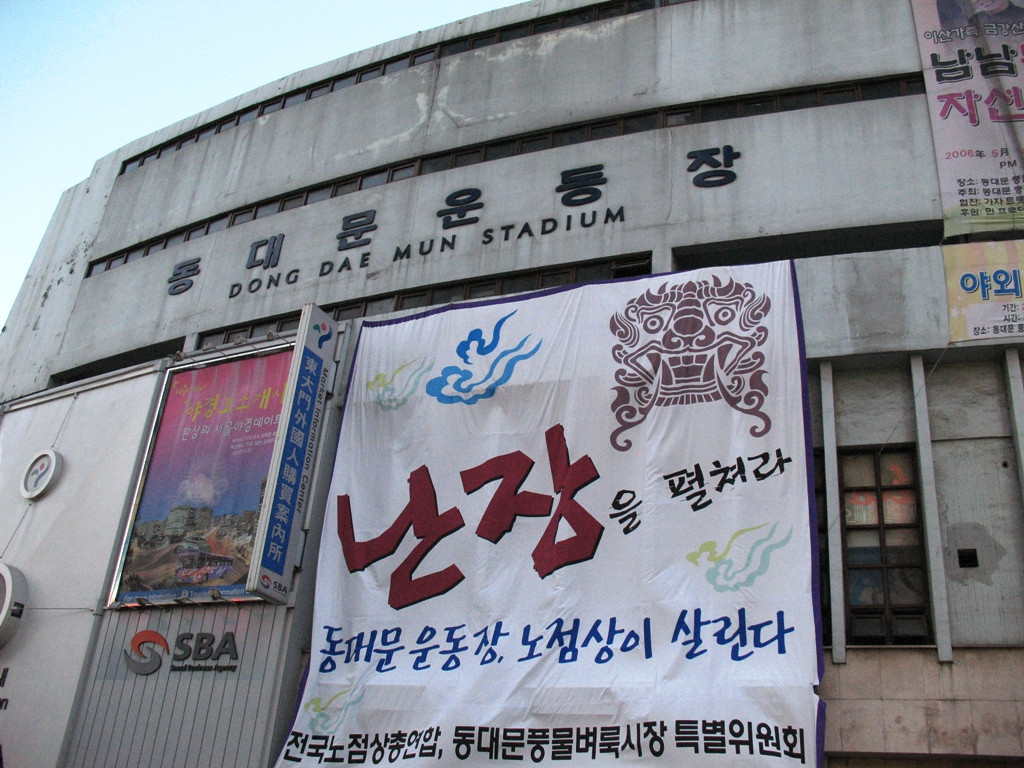
Vue d'une partie du Stade Dongdaemun
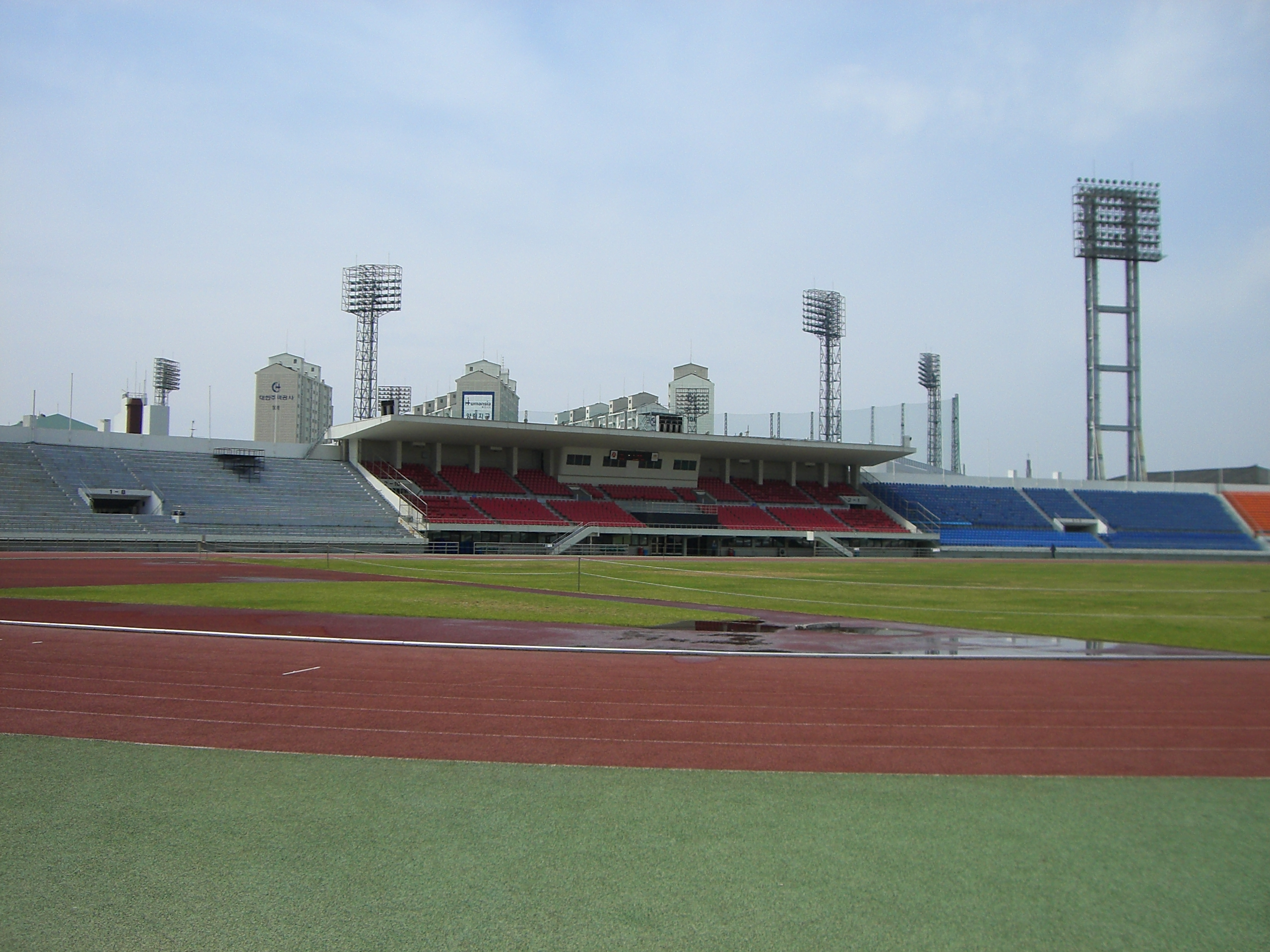
Vue du stade Mudeung de Gwangju
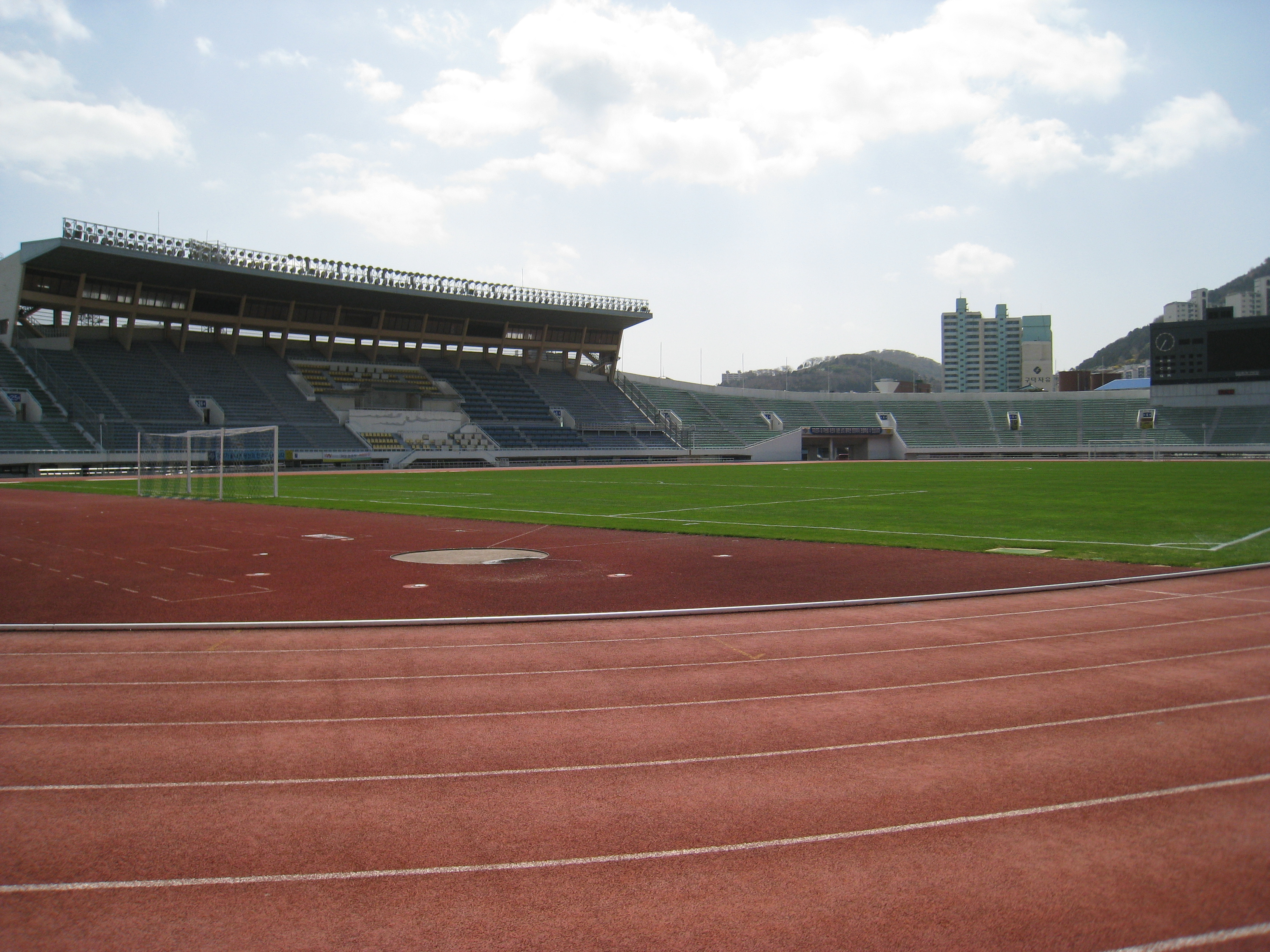
Vue du stade Gudeok de Busan
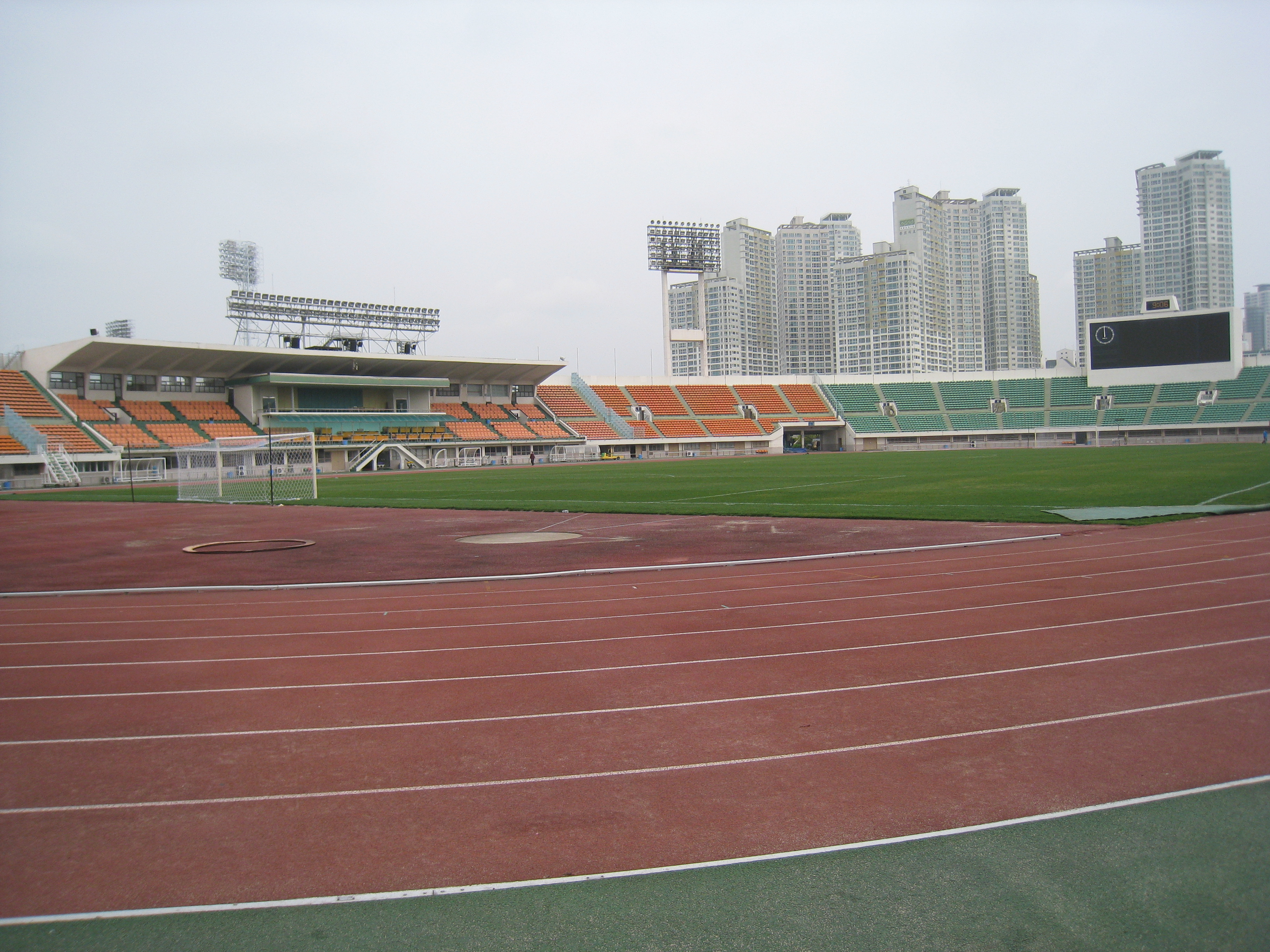
Vue du stade civique de Daegu

### Arbitres
Les arbitres officiant lors du tournoi ont été désignés par la FIFA. Les arbitres de la compétition viennent de tous les continents. Leurs nationalités ainsi que leurs métiers indiqués dans le rapport officiel sont reportés ici entre parenthèses.
Beaucoup d'arbitres ont officié dans des compétitions de jeunes (Coupe du monde des moins de 20 ans et de 16 ans) et arbitrent internationalement depuis les années 1980. L'arbitre le plus expérimenté est le Brésilien Arnaldo Cézar Coelho, qui a déjà officié un match des Jeux olympiques de 1976 (Pologne-Iran lors du premier tour) et a arbitré la finale de la Coupe du monde 1982. Le Colombien Jesús Díaz Palacio a également officié dans une autre édition des Jeux olympiques (un match en 1984, Canada-Irak au premier tour).
| Afrique (CAF) - Jean-Fidèle Diramba (Ingénieur électrique) - Baba Laouissi (Chef de bureau) - Badara Sène (Employé commercial) Amérique du Nord (CONCACAF) - Vincent Mauro (Ingénieur) - Edgardo Codesal Méndez (Docteur) - Lennox Sirjuesingh (Professeur) Amérique du Sud (CONMEBOL) - Juan Carlos Loustau (Homme d'affaires) - Arnaldo Cézar Coelho (Professeur) - Hernán Silva Arce (Ingénieur) - Jesús Díaz Palacio (Professeur de sport) - Juan Daniel Cardellino (Vendeur) Asie (AFC) - Jassim Mandi (Employé commercial) - Choi Gil-soo (en) (Employé de banque) - Shizuo Takada (Vendeur) - Jamal Al Sharif (Employé commercial) | Europe (UEFA) - Karl-Heinz Tritschler (Employé commercial) - Gérard Biguet (Employé de banque) - / Keith Hackett (Responsable commercial) - / Kenny Hope (Directeur, gérant) - Tullio Lanese (Employé commercial) - Michał Listkiewicz (Journaliste) - Kurt Röthlisberger (Professeur) - Alexeï Spirine (Ingénieur) Océanie (OFC) - Chris Bambridge (Directeur, gérant) |

Le rapport de la FIFA stipule que l'arbitrage a été excellent et que la note moyenne établie de tous les arbitres est de 8,2/10.

## Compétition

### Premier tour

#### Groupe A
| Classement |                      |     |   |   |   |   |    |    |      |
|            | Équipe               | Pts | J | G | N | P | BP | BC | Diff |
| 1          | Suède                | 5   | 3 | 2 | 1 | 0 | 6  | 3  | +3   |
| 2          | Allemagne de l’Ouest | 4   | 3 | 2 | 0 | 1 | 8  | 3  | +5   |
| 3          | Tunisie              | 2   | 3 | 0 | 2 | 1 | 3  | 6  | -3   |
| 4          | Chine                | 1   | 3 | 0 | 1 | 2 | 0  | 5  | -5   |

| 17 septembre | Chine   | 0 | 3 | Allemagne de l’Ouest |
| 17 septembre | Suède   | 2 | 2 | Tunisie              |
| 19 septembre | Tunisie | 1 | 4 | Allemagne de l’Ouest |
| 19 septembre | Suède   | 2 | 0 | Chine                |
| 21 septembre | Tunisie | 0 | 0 | Chine                |
| 21 septembre | Suède   | 2 | 1 | Allemagne de l’Ouest |

1re journée
| 17 septembre 1988 | Chine | 0 - 3   | Allemagne de l’Ouest | | |
| 17:00             | |         | 31e Wuttke · 60e 89e Mill | Stade Gudeok de Busan, Busan Spectateurs : 24 000 Arbitrage : Cardellino assisté de Laouissi et de Sirjuesingh | Stade Gudeok de Busan, Busan Spectateurs : 24 000 Arbitrage : Cardellino assisté de Laouissi et de Sirjuesingh |
| 17:00             | (Rapport) |         | | Stade Gudeok de Busan, Busan Spectateurs : 24 000 Arbitrage : Cardellino assisté de Laouissi et de Sirjuesingh | Stade Gudeok de Busan, Busan Spectateurs : 24 000 Arbitrage : Cardellino assisté de Laouissi et de Sirjuesingh |
| 17:00             | Zhang Huikang - Gao Sheng, Zhu Bo, Jia Xiuquan, Mai Chao 19e - Xie Yuxin ( 39e Li Hui), Guo Yijun, Liu Haiguang - Tang Yaodong 64e, Ma Lin ( 43e Wang Baoshan), Duan Ju | Équipes | Kamps - Hörster 32e, Funkel, Grahammer, Schulz, Görtz - Fach ( 39e Schreier), Häßler, Wuttke ( 39e Kleppinger) - Mill 61e, Klinsmann | Stade Gudeok de Busan, Busan Spectateurs : 24 000 Arbitrage : Cardellino assisté de Laouissi et de Sirjuesingh | Stade Gudeok de Busan, Busan Spectateurs : 24 000 Arbitrage : Cardellino assisté de Laouissi et de Sirjuesingh |

| 17 septembre 1988 | Suède | 2 - 2   | Tunisie | | |
| 19:00             | Thern 44e · Hellström 45e |         | 16e Dhiab · 43e (pen.) Maâaloul                                                                                      | Stade civique de Daegu, Daegu Spectateurs : 20 000 Arbitrage : Codesal Méndez assisté de Al-Sharif et de Coelho | Stade civique de Daegu, Daegu Spectateurs : 20 000 Arbitrage : Codesal Méndez assisté de Al-Sharif et de Coelho |
| 19:00             | (Rapport) |         | | Stade civique de Daegu, Daegu Spectateurs : 20 000 Arbitrage : Codesal Méndez assisté de Al-Sharif et de Coelho | Stade civique de Daegu, Daegu Spectateurs : 20 000 Arbitrage : Codesal Méndez assisté de Al-Sharif et de Coelho |
| 19:00             | S. Andersson - R. Nilsson, Lönn, Arnberg, Vaattovaara - Thern 73e, Rehn, M. Andersson, Nilsson, Eskilsson ( 65e Dahlin) - Hellström ( 85e Limpar) | Équipes | Chouchane - Ouahchi 28e, Mizouri, Mahjoubi, Ben Yahia - Smirani 56e, Dhiab, Maâloul, Baouab - Limam 73e, Rouissi 64e | Stade civique de Daegu, Daegu Spectateurs : 20 000 Arbitrage : Codesal Méndez assisté de Al-Sharif et de Coelho | Stade civique de Daegu, Daegu Spectateurs : 20 000 Arbitrage : Codesal Méndez assisté de Al-Sharif et de Coelho |

2e journée
| 19 septembre 1988 | Tunisie | 1 - 4   | Allemagne de l’Ouest | | |
| 17:00             | Maâloul 26e (pen.) |         | 4e Grahammer · 50e Fach · 55e Mill · 75e (pen.) Wuttke                                                                       | Stade Gudeok de Busan, Busan Spectateurs : 14 000 Arbitrage : Hope assisté de Bambridge et de Cardellino | Stade Gudeok de Busan, Busan Spectateurs : 14 000 Arbitrage : Hope assisté de Bambridge et de Cardellino |
| 17:00             | (Rapport) |         | | Stade Gudeok de Busan, Busan Spectateurs : 14 000 Arbitrage : Hope assisté de Bambridge et de Cardellino | Stade Gudeok de Busan, Busan Spectateurs : 14 000 Arbitrage : Hope assisté de Bambridge et de Cardellino |
| 17:00             | Chouchane - Ouahchi, Mizouri 31e, Mahjoubi, Ben Yahia - Smirani ( 30e Abid), Dhiab, Maâloul, Baouab - Rannene, Rouissi 54e | Équipes | Kamps - Hörster, Funkel, Grahammer, Schulz, Görtz ( 79e Kleppinger) - Fach, Häßler, Wuttke ( 76e Schreier) - Mill, Klinsmann | Stade Gudeok de Busan, Busan Spectateurs : 14 000 Arbitrage : Hope assisté de Bambridge et de Cardellino | Stade Gudeok de Busan, Busan Spectateurs : 14 000 Arbitrage : Hope assisté de Bambridge et de Cardellino |

| 19 septembre 1988 | Suède | 2 - 0   | Chine | | |
| 19:00             | Lönn 19e · Hellström 42e |         | | Stade civique de Daegu, Daegu Spectateurs : 17 000 Arbitrage : Sène assisté de Biguet et de Röthlisberger | Stade civique de Daegu, Daegu Spectateurs : 17 000 Arbitrage : Sène assisté de Biguet et de Röthlisberger |
| 19:00             | (Rapport) |         | | Stade civique de Daegu, Daegu Spectateurs : 17 000 Arbitrage : Sène assisté de Biguet et de Röthlisberger | Stade civique de Daegu, Daegu Spectateurs : 17 000 Arbitrage : Sène assisté de Biguet et de Röthlisberger |
| 19:00             | S. Andersson - R. Nilsson, Lönn, Arnberg, Ljung - Rehn, M. Andersson, J. Nilsson, Engqvist - Dahlin ( 75e Lindman), Hellström, Limpar | Équipes | Zhang Huikang - Gao Sheng, Zhu Bo, Jia Xiuquan, Mai Chao 2e - Xie Yuxin , Guo Yijun, Liu Haiguang ( 46e Wang Baoshan) - Tang Yaodong, Ma Lin, Duan Ju | Stade civique de Daegu, Daegu Spectateurs : 17 000 Arbitrage : Sène assisté de Biguet et de Röthlisberger | Stade civique de Daegu, Daegu Spectateurs : 17 000 Arbitrage : Sène assisté de Biguet et de Röthlisberger |

3e journée
| 21 septembre 1988 | Tunisie | 0 - 0   | Chine | | |
| 17:00             | |         | | Stade Gudeok de Busan, Busan Spectateurs : 17 000 Arbitrage : Sirjuesingh assisté de Lanese et de Laouissi | Stade Gudeok de Busan, Busan Spectateurs : 17 000 Arbitrage : Sirjuesingh assisté de Lanese et de Laouissi |
| 17:00             | (Rapport) |         | | Stade Gudeok de Busan, Busan Spectateurs : 17 000 Arbitrage : Sirjuesingh assisté de Lanese et de Laouissi | Stade Gudeok de Busan, Busan Spectateurs : 17 000 Arbitrage : Sirjuesingh assisté de Lanese et de Laouissi |
| 17:00             | Fessi - Chachat, Ben Nasi, Mahjoubi, Ben Yahia - Mheddhebi ( 58e Abid), Dhiab, Maâloul, Baouab 52e, Bousnina - Rannene ( 67e Yaâkoubi) | Équipes | Zhang Huikang - Gao Sheng, Zhu Bo, Jia Xiuquan, Mai Chao - Xie Yuxin , Guo Yijun, Li Hui, Liu Haiguang ( 82e Wang Baoshan) - Tang Yaodong, Duan Ju | Stade Gudeok de Busan, Busan Spectateurs : 17 000 Arbitrage : Sirjuesingh assisté de Lanese et de Laouissi | Stade Gudeok de Busan, Busan Spectateurs : 17 000 Arbitrage : Sirjuesingh assisté de Lanese et de Laouissi |

| 21 septembre 1988 | Suède | 2 - 1   | Allemagne de l’Ouest | | |
| 19:00             | Engqvist 64e · Lönn 85e |         | 60e Walter | Stade civique de Daegu, Daegu Spectateurs : 17 000 Arbitrage : Röthlisberger assisté de Sène et de Biguet | Stade civique de Daegu, Daegu Spectateurs : 17 000 Arbitrage : Röthlisberger assisté de Sène et de Biguet |
| 19:00             | (Rapport) |         | | Stade civique de Daegu, Daegu Spectateurs : 17 000 Arbitrage : Röthlisberger assisté de Sène et de Biguet | Stade civique de Daegu, Daegu Spectateurs : 17 000 Arbitrage : Röthlisberger assisté de Sène et de Biguet |
| 19:00             | S. Andersson - R. Nilsson, Lönn, Arnberg, Ljung - Engqvist, M. Andersson, Nilsson, Limpar - Hellström, Dahlin 24e ( 77e Rehn) | Équipes | Kamps - Hörster, Kleppinger, Grahammer, Schulz, Görtz - Fach, Häßler, Wuttke ( 66e Schreier) - Mill 23e ( 46e Walter), Klinsmann | Stade civique de Daegu, Daegu Spectateurs : 17 000 Arbitrage : Röthlisberger assisté de Sène et de Biguet | Stade civique de Daegu, Daegu Spectateurs : 17 000 Arbitrage : Röthlisberger assisté de Sène et de Biguet |

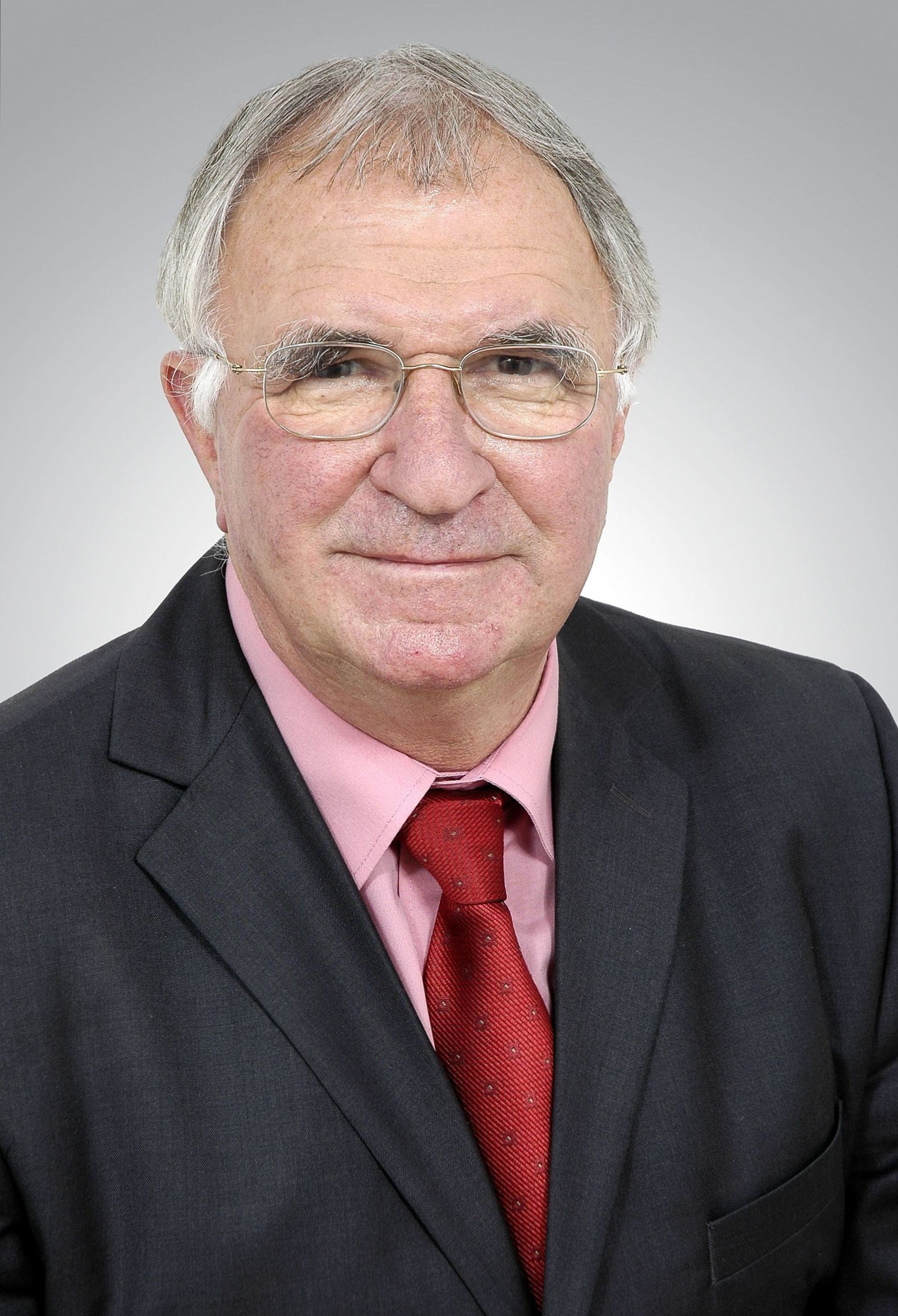
Le Polonais Piechniczek dirige la sélection tunisienne pour la deuxième participation aux Jeux olympiques.

Avant le tournoi, l'Allemagne de l'Ouest et la Suède sont considérées comme favoris.
Lors du match d'ouverture, les novices Chinois ne peuvent rien face aux Allemands, qui gagnent facilement trois buts à zéro. Dans le même temps, les Tunisiens surprennent en menant deux buts à zéro (buts de Dhiab et de Maâaloul) avant de relâcher et de concéder un match nul (deux buts partout), ce qui constitue une première surprise.
Lors de la deuxième journée, la performance tunisienne de la première journée n'est pas réitérée pas : elle tient en échec l'Allemagne de l'Ouest à la mi-temps, mais elle doit céder face à l'armada allemande. Battue sur le score de quatre buts à un, les Tunisiens sont éliminés avant de disputer leur dernier match de poule, comme la Chine qui ne peut rien faire face aux Suédois.
Lors de la troisième et dernière journée, les deux favoris s'affrontent pour la première place. Les Allemands ouvrent le score par Walter mais la Suède surprend en inscrivant deux buts qui lui permettent de terminer première du groupe. Dans l'autre match, les Tunisiens et les Chinois n'arrivent pas à se départager et ne marquent pas. Les favoris ont tenu leur rang, sans surprise majeure.

#### Groupe B
| Classement |           |     |   |   |   |   |    |    |      |
|            | Équipe    | Pts | J | G | N | P | BP | BC | Diff |
| 1          | Zambie    | 5   | 3 | 2 | 1 | 0 | 10 | 2  | +8   |
| 2          | Italie    | 4   | 3 | 2 | 0 | 1 | 7  | 6  | +1   |
| 3          | Irak      | 3   | 3 | 1 | 1 | 1 | 5  | 4  | +1   |
| 4          | Guatemala | 0   | 3 | 0 | 0 | 3 | 2  | 12 | -10  |

| 17 septembre | Italie | 5 | 2 | Guatemala |
| 17 septembre | Zambie | 2 | 2 | Irak      |
| 19 septembre | Zambie | 4 | 0 | Italie    |
| 19 septembre | Irak   | 3 | 0 | Guatemala |
| 21 septembre | Zambie | 4 | 0 | Guatemala |
| 21 septembre | Irak   | 0 | 2 | Italie    |

1re journée
| 17 septembre 1988 | Italie | 5 - 2   | Guatemala | | |
| 17:00             | Carnevale 3e · Evani 11e · Virdis 34e · Ferrara 38e · Desideri 75e                                                                      |         | 7e Castañeda · 79e Paniagua                                                                                           | Stade Mudeung de Gwangju, Gwangju Spectateurs : 12 000 Arbitrage : Takada assisté de Mandi et de Choi Gil-soo | Stade Mudeung de Gwangju, Gwangju Spectateurs : 12 000 Arbitrage : Takada assisté de Mandi et de Choi Gil-soo |
| 17:00             | (Rapport) |         | | Stade Mudeung de Gwangju, Gwangju Spectateurs : 12 000 Arbitrage : Takada assisté de Mandi et de Choi Gil-soo | Stade Mudeung de Gwangju, Gwangju Spectateurs : 12 000 Arbitrage : Takada assisté de Mandi et de Choi Gil-soo |
| 17:00             | Tacconi - Tassotti, Cravero, Ferrara, De Agostini 90e - Colombo, Iachini ( 69e Desideri), Evani ( 60e Galia), Mauro - Virdis, Carnevale | Équipes | Jerez - Dávila, Wellmann, Mazariegos ( 78e Ortíz Obregón), Monzón - Batres, Funes, Pérez, Rodas - Castañeda, Paniagua | Stade Mudeung de Gwangju, Gwangju Spectateurs : 12 000 Arbitrage : Takada assisté de Mandi et de Choi Gil-soo | Stade Mudeung de Gwangju, Gwangju Spectateurs : 12 000 Arbitrage : Takada assisté de Mandi et de Choi Gil-soo |

| 17 septembre 1988 | Zambie | 2 - 2   | Irak                                                                                                | | |
| 19:00             | Nyirenda 44e · K. Bwalya 66e                                                                                                  |         | 36e (pen.) Radhi · 71e Allawi                                                                       | Stade Hanbat de Daejeon, Daejeon Spectateurs : 29 600 Arbitrage : Díaz Palacio assisté de Mauro et de Spirine | Stade Hanbat de Daejeon, Daejeon Spectateurs : 29 600 Arbitrage : Díaz Palacio assisté de Mauro et de Spirine |
| 19:00             | (Rapport) |         | | Stade Hanbat de Daejeon, Daejeon Spectateurs : 29 600 Arbitrage : Díaz Palacio assisté de Mauro et de Spirine | Stade Hanbat de Daejeon, Daejeon Spectateurs : 29 600 Arbitrage : Díaz Palacio assisté de Mauro et de Spirine |
| 19:00             | Chabala ( 60e R. Mwanza) - Chitalu 40e, Melu, Chomba, Mumba - J. Bwalya, Makinka, K. Bwalya, Musonda - Nyirenda, Mumba Chansa | Équipes | Jassim - Dirjal, Kamal, Oraibi, Jafar - Qais, Allawi, Gorgis ( 46e Mohammed), Hashim - Radhi, Saeed | Stade Hanbat de Daejeon, Daejeon Spectateurs : 29 600 Arbitrage : Díaz Palacio assisté de Mauro et de Spirine | Stade Hanbat de Daejeon, Daejeon Spectateurs : 29 600 Arbitrage : Díaz Palacio assisté de Mauro et de Spirine |

2e journée
| 19 septembre 1988 | Zambie | 4 - 0   | Italie | | |
| 17:00             | K. Bwalya 40e 55e 90e · J. Bwalya 63e                                                                                          |         | | Stade Mudeung de Gwangju, Gwangju Spectateurs : 9 800 Arbitrage : Hackett assisté de Takada et de Loustau | Stade Mudeung de Gwangju, Gwangju Spectateurs : 9 800 Arbitrage : Hackett assisté de Takada et de Loustau |
| 17:00             | (Rapport) |         | | Stade Mudeung de Gwangju, Gwangju Spectateurs : 9 800 Arbitrage : Hackett assisté de Takada et de Loustau | Stade Mudeung de Gwangju, Gwangju Spectateurs : 9 800 Arbitrage : Hackett assisté de Takada et de Loustau |
| 17:00             | Chabala - Chabinga, Melu, Chomba, Mumba - J. Bwalya, Makinka 77e, K. Bwalya, Musonda - Nyirenda ( 71e Chikabala), Mumba Chansa | Équipes | Tacconi 57e - Tassotti, Cravero ( 61e Pellegrini), Ferrara 42e, De Agostini - Colombo 60e ( 61e Crippa), Iachini , Galia, Mauro 50e - Virdis, Carnevale | Stade Mudeung de Gwangju, Gwangju Spectateurs : 9 800 Arbitrage : Hackett assisté de Takada et de Loustau | Stade Mudeung de Gwangju, Gwangju Spectateurs : 9 800 Arbitrage : Hackett assisté de Takada et de Loustau |

| 19 septembre 1988 | Irak | 3 - 0   | Guatemala | | |
| 19:00             | Radhi 57e · Taufek 67e · Mazariegos 77e (csc)                                                                           |         | | Stade Hanbat de Daejeon, Daejeon Spectateurs : 23 500 Arbitrage : Diramba assisté de Choi Gil-soo et de Kim In-soo | Stade Hanbat de Daejeon, Daejeon Spectateurs : 23 500 Arbitrage : Diramba assisté de Choi Gil-soo et de Kim In-soo |
| 19:00             | (Rapport) |         | | Stade Hanbat de Daejeon, Daejeon Spectateurs : 23 500 Arbitrage : Diramba assisté de Choi Gil-soo et de Kim In-soo | Stade Hanbat de Daejeon, Daejeon Spectateurs : 23 500 Arbitrage : Diramba assisté de Choi Gil-soo et de Kim In-soo |
| 19:00             | Jassim - Dirjal, Kamal, Oraibi, Jafar, Taufek - Mohammed, Qais, Gorgis ( 46e Hussein) - Radhi 17e, Saeed ( 78e Abd Ali) | Équipes | Piccinini - Dávila, Wellmann, Mazariegos ( 78e Ortíz Obregón 83e), Monzón - Batres, Funes, Pérez, Rodas - Castañeda, Paniagua | Stade Hanbat de Daejeon, Daejeon Spectateurs : 23 500 Arbitrage : Diramba assisté de Choi Gil-soo et de Kim In-soo | Stade Hanbat de Daejeon, Daejeon Spectateurs : 23 500 Arbitrage : Diramba assisté de Choi Gil-soo et de Kim In-soo |

3e journée
| 21 septembre 1988 | Zambie | 4 - 0   | Guatemala | | |
| 17:00             | Makinka 53e 85e · K. Bwalya 79e 82e                                                                                          |         | | Stade Mudeung de Gwangju, Gwangju Spectateurs : 9 000 Arbitrage : Mandi assisté de Loustau et de Kil Ki-chul | Stade Mudeung de Gwangju, Gwangju Spectateurs : 9 000 Arbitrage : Mandi assisté de Loustau et de Kil Ki-chul |
| 17:00             | (Rapport) |         | | Stade Mudeung de Gwangju, Gwangju Spectateurs : 9 000 Arbitrage : Mandi assisté de Loustau et de Kil Ki-chul | Stade Mudeung de Gwangju, Gwangju Spectateurs : 9 000 Arbitrage : Mandi assisté de Loustau et de Kil Ki-chul |
| 17:00             | Chabala - Chabinga 17e, Melu, Mulenga, Mumba - Chambeshi, Makinka, K. Bwalya, Musonda - Nyirenda ( 79e Mwanza), Mumba Chansa | Équipes | Jerez - Dávila, Mazariegos, Monzón ( 46e Batres), Ortíz Obregón - Pérez 48e, López, Rodas - Castañeda, Delva, Sandoval ( 60e Gardiner) | Stade Mudeung de Gwangju, Gwangju Spectateurs : 9 000 Arbitrage : Mandi assisté de Loustau et de Kil Ki-chul | Stade Mudeung de Gwangju, Gwangju Spectateurs : 9 000 Arbitrage : Mandi assisté de Loustau et de Kil Ki-chul |

| 21 septembre 1988 | Irak | 0 - 2   | Italie | | |
| 19:00             | |         | 59e Rizzitelli · 63e Mauro | Stade Dongdaemun, Séoul Spectateurs : 13 000 Arbitrage : Silva Arce assisté de Listkiewicz et de Tritschler | Stade Dongdaemun, Séoul Spectateurs : 13 000 Arbitrage : Silva Arce assisté de Listkiewicz et de Tritschler |
| 19:00             | (Rapport) |         | | Stade Dongdaemun, Séoul Spectateurs : 13 000 Arbitrage : Silva Arce assisté de Listkiewicz et de Tritschler | Stade Dongdaemun, Séoul Spectateurs : 13 000 Arbitrage : Silva Arce assisté de Listkiewicz et de Tritschler |
| 19:00             | Jassim - Dirjal, Kamal, Oraibi 63e, Jafar, Taufek 40e - Mohammed, Qais ( 46e Shaker), Hussein - Radhi, Saeed ( 70e Allawi) | Équipes | Tacconi - Tassotti, Brambati, Ferrara, De Agostini - Crippa, Iachini 58e, Evani, Mauro ( 81e Colombo) - Virdis, Rizzitelli 40e ( 80e Carnevale) | Stade Dongdaemun, Séoul Spectateurs : 13 000 Arbitrage : Silva Arce assisté de Listkiewicz et de Tritschler | Stade Dongdaemun, Séoul Spectateurs : 13 000 Arbitrage : Silva Arce assisté de Listkiewicz et de Tritschler |

Avant le tournoi, l'Italie est annoncée favorite dans ce groupe composé d'équipes de moindre importance. L'attaquant Saeed et le défenseur Dirjal de l'Irak disputent leur troisième Jeux olympiques de suite, après 1980 et 1984, faisant d'eux les plus expérimentés en matière de Jeux olympiques.
Lors de la première journée, les Italiens assurent leur rôle de favoris face aux Guatémaltèques, en inscrivant cinq buts. Dans le même temps, les Irakiens et les Zambiens terminent dos à dos, sur le score de deux buts partout, même si les Irakiens étaient plus dangereux que les Zambiens.
Lors de la deuxième journée, les Irakiens battent facilement le Guatemala trois buts à zéro et prennent une option sur la qualification. Au cours de ce match, le gardien de but du Guatemala Piccinini est le plus vieux joueur à jouer ces Jeux olympiques avec 39 ans et 11 jours et a la particularité d'avoir joué les Jeux olympiques de 1976 (2 matchs) alors que le plus jeune joueur est le milieu de terrain irakien Hussein qui a 17 et 340 jours.
Dans le même temps, les Zambiens surprennent les favoris italiens, en malmenant leur défense. De plus, K. Bwalya réalise un triplé dont un coup franc direct à la cinquante-cinquième minute. Il s'agit de la plus grosse sensation de la compétition,,,.
Lors de la troisième et dernière journée, les Italiens doivent absolument gagner pour se qualifier mais l'Irak a un avantage puisqu'un match nul lui suffit pour se qualifier. Après une première période sans but, l'Italie fait la différence en quatre minutes, grâce à Rizzitelli et à Mauro, et se qualifie, éliminant les Irakiens, qui sortent la tête haute de la compétition. Quant à la Zambie, elle bat son adversaire guatémaltèque et se qualifie en terminant première du groupe.

#### Groupe C
| Classement |                  |     |   |   |   |   |    |    |      |
|            | Équipe           | Pts | J | G | N | P | BP | BC | Diff |
| 1          | Union soviétique | 5   | 3 | 2 | 1 | 0 | 6  | 3  | +3   |
| 2          | Argentine        | 3   | 3 | 1 | 1 | 1 | 4  | 4  | 0    |
| 3          | Corée du Sud     | 2   | 3 | 0 | 2 | 1 | 2  | 2  | 0    |
| 4          | États-Unis       | 2   | 3 | 0 | 2 | 1 | 3  | 5  | -2   |

| 18 septembre | Corée du Sud     | 0 | 0 | Union soviétique |
| 18 septembre | États-Unis       | 1 | 1 | Argentine        |
| 20 septembre | Corée du Sud     | 0 | 0 | États-Unis       |
| 20 septembre | Union soviétique | 2 | 1 | Argentine        |
| 22 septembre | Corée du Sud     | 1 | 2 | Argentine        |
| 22 septembre | Union soviétique | 4 | 2 | États-Unis       |

1re journée
| 18 septembre 1988 | Corée du Sud | 0 - 0   | Union soviétique | | |
| 17:00             | |         | | Stade Gudeok de Busan, Busan Spectateurs : 30 000 Arbitrage : Lanese assisté de Bambridge et de Hope | Stade Gudeok de Busan, Busan Spectateurs : 30 000 Arbitrage : Lanese assisté de Bambridge et de Hope |
| 17:00             | (Rapport) |         | | Stade Gudeok de Busan, Busan Spectateurs : 30 000 Arbitrage : Lanese assisté de Bambridge et de Hope | Stade Gudeok de Busan, Busan Spectateurs : 30 000 Arbitrage : Lanese assisté de Bambridge et de Hope |
| 17:00             | Cho Byung-deuk - Park Kyung-hoon, Cho Min-kook, Chung Yong-hwan, Gu Sang-bum - Choi Kang-hee, Kim Joo-sung, Yeo Bum-kyu ( 62e Choi Yun-gyeom) - Chung Hae-won ( 24e Choi Sang-kook), Byun Byung-joo, Choi Soon-ho | Équipes | Kharine - Gorloukovitch, Lossev, Ketachvili, Tcherednik - Narbekovas, Ponomarev, Mikhailitchenko, Dobrovolski - Borodiouk ( 46e Lioutyi), Savitchev ( 58e Tatarchouk) | Stade Gudeok de Busan, Busan Spectateurs : 30 000 Arbitrage : Lanese assisté de Bambridge et de Hope | Stade Gudeok de Busan, Busan Spectateurs : 30 000 Arbitrage : Lanese assisté de Bambridge et de Hope |

| 18 septembre 1988 | États-Unis | 1 - 1   | Argentine | | |
| 19:00             | Windischmann 78e |         | 83e (pen.) Moreno | Stade civique de Daegu, Daegu Spectateurs : 18 500 Arbitrage : Al Sharif assisté de Coelho et de Codesal Méndez | Stade civique de Daegu, Daegu Spectateurs : 18 500 Arbitrage : Al Sharif assisté de Coelho et de Codesal Méndez |
| 19:00             | (Rapport) |         | | Stade civique de Daegu, Daegu Spectateurs : 18 500 Arbitrage : Al Sharif assisté de Coelho et de Codesal Méndez | Stade civique de Daegu, Daegu Spectateurs : 18 500 Arbitrage : Al Sharif assisté de Coelho et de Codesal Méndez |
| 19:00             | Vanole - Crow, Krumpe, Bliss 90e, Caligiuri - Davis 52e, Ramos ( 54e Harkes), Murray, Armstrong - Goulet ( 68e Windischmann), Vermes | Équipes | Islas - Agüero, Fabbri, Mayor 42e ( 54e Lucca 77e), Lorenzo, Díaz - Pérez, Ruidiaz - Alfaro, Comas ( 81e Airez), Siviski | Stade civique de Daegu, Daegu Spectateurs : 18 500 Arbitrage : Al Sharif assisté de Coelho et de Codesal Méndez | Stade civique de Daegu, Daegu Spectateurs : 18 500 Arbitrage : Al Sharif assisté de Coelho et de Codesal Méndez |

2e journée
| 20 septembre 1988 | Corée du Sud | 0 - 0   | États-Unis | | |
| 17:00             | |         | | Stade Gudeok de Busan, Busan Spectateurs : 22 000 Arbitrage : Laouissi assisté de Sirjuesingh et de Lanese | Stade Gudeok de Busan, Busan Spectateurs : 22 000 Arbitrage : Laouissi assisté de Sirjuesingh et de Lanese |
| 17:00             | (Rapport) |         | | Stade Gudeok de Busan, Busan Spectateurs : 22 000 Arbitrage : Laouissi assisté de Sirjuesingh et de Lanese | Stade Gudeok de Busan, Busan Spectateurs : 22 000 Arbitrage : Laouissi assisté de Sirjuesingh et de Lanese |
| 17:00             | Cho Byung-deuk - Park Kyung-hoon, Cho Min-kook, Chung Yong-hwan, Gu Sang-bum, Choi Yun-gyeom - Choi Kang-hee ( 25e Lee Tae-ho, 74e Kim Yong-se), Kim Joo-sung 58e - Choi Sang-kook, Byun Byung-joo, Choi Soon-ho | Équipes | Vanole - Crow, Krumpe, Bliss, Caligiuri - Davis, Ramos ( 46e Doyle), Harkes ( 76e Stollmeyer), Armstrong - Goulet, Klopas | Stade Gudeok de Busan, Busan Spectateurs : 22 000 Arbitrage : Laouissi assisté de Sirjuesingh et de Lanese | Stade Gudeok de Busan, Busan Spectateurs : 22 000 Arbitrage : Laouissi assisté de Sirjuesingh et de Lanese |

| 20 septembre 1988 | Union soviétique | 2 - 1   | Argentine | | |
| 19:00             | Dobrovolski 7e · Mikhaïlitchenko 22e |         | 77e (pen.) Moreno                                                                                              | Stade civique de Daegu, Daegu Spectateurs : 25 000 Arbitrage : Biguet assisté de Sène et de Röthlisberger | Stade civique de Daegu, Daegu Spectateurs : 25 000 Arbitrage : Biguet assisté de Sène et de Röthlisberger |
| 19:00             | (Rapport) |         | | Stade civique de Daegu, Daegu Spectateurs : 25 000 Arbitrage : Biguet assisté de Sène et de Röthlisberger | Stade civique de Daegu, Daegu Spectateurs : 25 000 Arbitrage : Biguet assisté de Sène et de Röthlisberger |
| 19:00             | Kharine - Gorloukovitch, Lossev, Ketachvili, Tcherednik 43e - Narbekovas ( 61e Savitchev), Kouznetsov, Mikhailitchenko 24e, Dobrovolski 54e - Lioutyi, Tatarchouk ( 79e Iarovenko) | Équipes | Islas - Agüero, Fabbri, Mayor, Lucca, Lorenzo, Díaz - Pérez, Cabrera ( 68e Airez) - Alfaro, Comas 56e, Siviski | Stade civique de Daegu, Daegu Spectateurs : 25 000 Arbitrage : Biguet assisté de Sène et de Röthlisberger | Stade civique de Daegu, Daegu Spectateurs : 25 000 Arbitrage : Biguet assisté de Sène et de Röthlisberger |

3e journée
| 22 septembre 1988 | Corée du Sud | 1 - 2   | Argentine | | |
| 19:00             | Noh Soo-jin 14e |         | 3e Moreno · 73e Fabbri                                                                                                  | Stade Gudeok de Busan, Busan Spectateurs : 30 000 Arbitrage : Bambridge assisté de Cardellino et de Hope | Stade Gudeok de Busan, Busan Spectateurs : 30 000 Arbitrage : Bambridge assisté de Cardellino et de Hope |
| 19:00             | (Rapport) |         | | Stade Gudeok de Busan, Busan Spectateurs : 30 000 Arbitrage : Bambridge assisté de Cardellino et de Hope | Stade Gudeok de Busan, Busan Spectateurs : 30 000 Arbitrage : Bambridge assisté de Cardellino et de Hope |
| 19:00             | Cho Byung-deuk - Park Kyung-hoon, Cho Min-kook, Chung Yong-hwan, Gu Sang-bum 48e - Choi Kang-hee ( 81e Kim Yong-se), Kim Joo-sung - Noh Soo-jin ( 70e Yeo Bum-kyu), Choi Sang-kook, Byun Byung-joo, Choi Soon-ho | Équipes | Islas - Lucca, Fabbri, Monzón, Lucca, Lorenzo ( 74e Cabrera), Díaz - Pérez ( 60e Russo) - Alfaro, Comas, Siviski, Airez | Stade Gudeok de Busan, Busan Spectateurs : 30 000 Arbitrage : Bambridge assisté de Cardellino et de Hope | Stade Gudeok de Busan, Busan Spectateurs : 30 000 Arbitrage : Bambridge assisté de Cardellino et de Hope |

| 22 septembre 1988 | Union soviétique | 4 - 2   | États-Unis | | |
| 19:00             | Mikhaïlitchenko 7e 48e · Narbekovas 19e · Dobrovolski 45e (pen.)                                                                                                  |         | 65e Goulet · 85e Doyle                                                                                                   | Stade civique de Daegu, Daegu Spectateurs : 20 000 Arbitrage : Coelho assisté de Al Sharif et de Codesal Méndez | Stade civique de Daegu, Daegu Spectateurs : 20 000 Arbitrage : Coelho assisté de Al Sharif et de Codesal Méndez |
| 19:00             | (Rapport) |         | | Stade civique de Daegu, Daegu Spectateurs : 20 000 Arbitrage : Coelho assisté de Al Sharif et de Codesal Méndez | Stade civique de Daegu, Daegu Spectateurs : 20 000 Arbitrage : Coelho assisté de Al Sharif et de Codesal Méndez |
| 19:00             | Kharine - Gorloukovitch, Lossev, Ketachvili, Iarovenko - Narbekovas, Kouznetsov, Mikhailitchenko ( 59e Borodiouk), Dobrovolski ( 54e Ianonis) - Savitchev,Lioutyi | Équipes | Vanole - Doyle, Krumpe ( 65e Armstrong 69e), Bliss, Caligiuri, Stollmeyer ( 46e Goulet) - Davis, Murray - Vermes, Klopas | Stade civique de Daegu, Daegu Spectateurs : 20 000 Arbitrage : Coelho assisté de Al Sharif et de Codesal Méndez | Stade civique de Daegu, Daegu Spectateurs : 20 000 Arbitrage : Coelho assisté de Al Sharif et de Codesal Méndez |

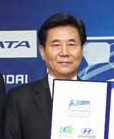
Le sélectionneur sud-coréen Kim Jung-nam a fort à faire face aux Argentins, aux Américains et aux Soviétiques.

Dans le groupe C, tel qu'il était décidé avant le tirage au sort, la Corée du Sud a l'avantage de jouer tous ses matchs à Busan. Mais elle retrouve dans son groupe deux favoris, l'Union soviétique (finaliste de l'Euro 1988 quelques mois auparavant) et l'Argentine (championne du monde 1986).
Lors de la première journée, les Sud-Coréens tiennent en échec l'Union soviétique, grâce à une défense sûre et des joueurs mobiles. De même, les Américains tiennent en échec les favoris argentins.
Lors de la deuxième journée, le match entre les États-Unis et la Corée du Sud se solde à nouveau sur un score de parité, alors que dans le même temps, l'Union soviétique sort vainqueur de l'Argentine grâce à un but de la révélation soviétique à l'Euro 1988, Mikhaïlitchenko.
La dernière journée est décisive pour toutes les équipes : la Corée du Sud est opposée aux Argentins alors que les Américains doivent affronter les leaders soviétiques. Dans le premier match, les Sud-Coréens tiennent tête mais doivent s'incliner face à des Argentins plus professionnels et préparés tactiquement, sur le score de deux buts à un. Dans l'autre match, les Soviétiques écrasent tout suspense dès la première mi-temps avec quatre buts. Les deux buts de Goulet et de Doyle sauvent l'honneur des Américains.
Ainsi l'Union soviétique se qualifie facilement alors que les Argentins ont peiné pour faire de même.

#### Groupe D
| Classement |             |     |   |   |   |   |    |    |      |
|            | Équipe      | Pts | J | G | N | P | BP | BC | Diff |
| 1          | Brésil      | 6   | 3 | 3 | 0 | 0 | 9  | 1  | +8   |
| 2          | Australie   | 4   | 3 | 2 | 0 | 1 | 2  | 3  | -1   |
| 3          | Yougoslavie | 2   | 3 | 1 | 0 | 2 | 4  | 4  | 0    |
| 4          | Nigeria     | 0   | 3 | 0 | 0 | 3 | 1  | 8  | -7   |

| 18 septembre | Australie   | 1 | 0 | Yougoslavie |
| 18 septembre | Brésil      | 4 | 0 | Nigeria     |
| 20 septembre | Yougoslavie | 3 | 1 | Nigeria     |
| 20 septembre | Australie   | 0 | 3 | Brésil      |
| 22 septembre | Yougoslavie | 1 | 2 | Brésil      |
| 22 septembre | Australie   | 1 | 0 | Nigeria     |

1re journée
| 18 septembre 1988 | Australie                                                                                                   | 1 - 0   | Yougoslavie | | |
| 17:00             | Farina 48e                                                                                                  |         | | Stade Mudeung de Gwangju, Gwangju Spectateurs : 12 000 Arbitrage : Loustau assisté de Hackett et de Takada | Stade Mudeung de Gwangju, Gwangju Spectateurs : 12 000 Arbitrage : Loustau assisté de Hackett et de Takada |
| 17:00             | (Rapport)                                                                                                   |         | | Stade Mudeung de Gwangju, Gwangju Spectateurs : 12 000 Arbitrage : Loustau assisté de Hackett et de Takada | Stade Mudeung de Gwangju, Gwangju Spectateurs : 12 000 Arbitrage : Loustau assisté de Hackett et de Takada |
| 17:00             | Olver 73e - Yankos 75e, Dunn 34e, Jennings, Davidson - Crino, Wade, Petersen - Arnold 20e, Mitchell, Farina | Équipes | Leković ( 30e Stojanović) - Stanojković, Spasić, Katanec - Brnović, Šabanadžović, Barbarić, Stojković - Milinković ( 69e Mihić), Tuce, Đukić 34e | Stade Mudeung de Gwangju, Gwangju Spectateurs : 12 000 Arbitrage : Loustau assisté de Hackett et de Takada | Stade Mudeung de Gwangju, Gwangju Spectateurs : 12 000 Arbitrage : Loustau assisté de Hackett et de Takada |

| 18 septembre 1988 | Brésil | 4 - 0   | Nigeria | | |
| 19:00             | Edmar 59e · Romário 74e 84e · Bebeto 86e                                                                                |         | | Stade Hanbat de Daejeon, Daejeon Spectateurs : 29 512 Arbitrage : Mauro assisté de Spirine et de Díaz Palacio | Stade Hanbat de Daejeon, Daejeon Spectateurs : 29 512 Arbitrage : Mauro assisté de Spirine et de Díaz Palacio |
| 19:00             | (Rapport) |         | | Stade Hanbat de Daejeon, Daejeon Spectateurs : 29 512 Arbitrage : Mauro assisté de Spirine et de Díaz Palacio | Stade Hanbat de Daejeon, Daejeon Spectateurs : 29 512 Arbitrage : Mauro assisté de Spirine et de Díaz Palacio |
| 19:00             | Taffarel - Jorginho, Ademir, Cruz, Winck, Aloísio - G. Silva, Mílton - Careca ( 73e Bebeto), Edmar ( 73e Neto), Romário | Équipes | Ngodigha - Uwe 7e, Adeshina, Sadi, Eguavoen, Nwanu, Ezeugo ( 67e Obobaifo) - Okpala 37e, Okwaraji - Yekini, Iorfa ( 60e Siasia) | Stade Hanbat de Daejeon, Daejeon Spectateurs : 29 512 Arbitrage : Mauro assisté de Spirine et de Díaz Palacio | Stade Hanbat de Daejeon, Daejeon Spectateurs : 29 512 Arbitrage : Mauro assisté de Spirine et de Díaz Palacio |

2e journée
| 20 septembre 1988 | Yougoslavie | 3 - 1   | Nigeria | | |
| 17:00             | Stojković 35e 67e · Šabanadžović 49e |         | 88e Yekini | Stade Hanbat de Daejeon, Daejeon Spectateurs : 24 000 Arbitrage : Choi Gil-soo assisté de Díaz Palacio et de Mauro | Stade Hanbat de Daejeon, Daejeon Spectateurs : 24 000 Arbitrage : Choi Gil-soo assisté de Díaz Palacio et de Mauro |
| 17:00             | (Rapport) |         | | Stade Hanbat de Daejeon, Daejeon Spectateurs : 24 000 Arbitrage : Choi Gil-soo assisté de Díaz Palacio et de Mauro | Stade Hanbat de Daejeon, Daejeon Spectateurs : 24 000 Arbitrage : Choi Gil-soo assisté de Díaz Palacio et de Mauro |
| 17:00             | Stojanović - Stanojković, Spasić, Katanec 36e, Jozić - Šabanadžović ( 69e Brnović), Savevski, Barbarić, Stojković - Mihić, Šuker ( 69e Milošević) | Équipes | Obi - Uwe, Adeshina 46e, Sadi, Eguavoen, Nwanu, Omokaro ( 46e Obiku) - Okpala, Okwaraji ( 79e Odegbami) - Yekini, Siasia | Stade Hanbat de Daejeon, Daejeon Spectateurs : 24 000 Arbitrage : Choi Gil-soo assisté de Díaz Palacio et de Mauro | Stade Hanbat de Daejeon, Daejeon Spectateurs : 24 000 Arbitrage : Choi Gil-soo assisté de Díaz Palacio et de Mauro |

| 20 septembre 1988 | Australie | 0 - 3   | Brésil | | |
| 19:00             | |         | 20e 57e 61e Romário | Stade Dongdaemun, Séoul Spectateurs : 15 000 Arbitrage : Tritschler assisté de Silva Arce et de Listkiewicz | Stade Dongdaemun, Séoul Spectateurs : 15 000 Arbitrage : Tritschler assisté de Silva Arce et de Listkiewicz |
| 19:00             | (Rapport) |         | | Stade Dongdaemun, Séoul Spectateurs : 15 000 Arbitrage : Tritschler assisté de Silva Arce et de Listkiewicz | Stade Dongdaemun, Séoul Spectateurs : 15 000 Arbitrage : Tritschler assisté de Silva Arce et de Listkiewicz |
| 19:00             | Olver - Yankos, Dunn ( 60e van Egmond), Jennings, Davidson - Crino, Wade, Petersen - Arnold, Mitchell, Farina 14e ( 75e Slater) | Équipes | Taffarel - Batista 44e, Ademir 44e, Cruz, Winck, Aloísio - G. Silva, Mílton ( 81e João Paulo) - Careca ( 75e Bebeto), Edmar, Romário | Stade Dongdaemun, Séoul Spectateurs : 15 000 Arbitrage : Tritschler assisté de Silva Arce et de Listkiewicz | Stade Dongdaemun, Séoul Spectateurs : 15 000 Arbitrage : Tritschler assisté de Silva Arce et de Listkiewicz |

3e journée
| 22 septembre 1988 | Yougoslavie | 1 - 2   | Brésil | | |
| 19:00             | Šabanadžović 69e |         | 25e André Cruz · 56e Bebeto                                                                                               | Stade Hanbat de Daejeon, Daejeon Spectateurs : 31 200 Arbitrage : Spirine assisté de Diramba et de Choi Gil-soo | Stade Hanbat de Daejeon, Daejeon Spectateurs : 31 200 Arbitrage : Spirine assisté de Diramba et de Choi Gil-soo |
| 19:00             | (Rapport) |         | | Stade Hanbat de Daejeon, Daejeon Spectateurs : 31 200 Arbitrage : Spirine assisté de Diramba et de Choi Gil-soo | Stade Hanbat de Daejeon, Daejeon Spectateurs : 31 200 Arbitrage : Spirine assisté de Diramba et de Choi Gil-soo |
| 19:00             | Stojanović - Stanojković, Spasić, Katanec, Jozić 24e - Brnović ( 46e Milošević), Šabanadžović, Barbarić, Stojković - Tuce, Mihić ( 60e Šuker) | Équipes | Taffarel - Batista, Ademir, Cruz, Winck, Aloísio - G. Silva, Mílton - Careca ( 46e Bebeto), Edmar ( 46e Andrade), Romário | Stade Hanbat de Daejeon, Daejeon Spectateurs : 31 200 Arbitrage : Spirine assisté de Diramba et de Choi Gil-soo | Stade Hanbat de Daejeon, Daejeon Spectateurs : 31 200 Arbitrage : Spirine assisté de Diramba et de Choi Gil-soo |

| 22 septembre 1988 | Australie | 1 - 0   | Nigeria | | |
| 19:00             | Kosmina 75e |         | | Stade Dongdaemun, Séoul Spectateurs : 12 800 Arbitrage : Listkiewicz assisté de Yoo Kun-ho et de Park Hee-cha-rang | Stade Dongdaemun, Séoul Spectateurs : 12 800 Arbitrage : Listkiewicz assisté de Yoo Kun-ho et de Park Hee-cha-rang |
| 19:00             | (Rapport) |         | | Stade Dongdaemun, Séoul Spectateurs : 12 800 Arbitrage : Listkiewicz assisté de Yoo Kun-ho et de Park Hee-cha-rang | Stade Dongdaemun, Séoul Spectateurs : 12 800 Arbitrage : Listkiewicz assisté de Yoo Kun-ho et de Park Hee-cha-rang |
| 19:00             | Olver - Yankos, Dunn ( 69e Koczka), Jennings, Davidson, van Egmond - Crino, Wade - Arnold, Mitchell, Kosmina ( 84e Ollerenshaw) | Équipes | Obi - Uwe, Adeshina, Sadi, Eguavoen - Okpala, Okwaraji, Obiku 51e ( 80e Ezeugo) - Iorfa ( 52e Odegbami), Yekini, Siasia | Stade Dongdaemun, Séoul Spectateurs : 12 800 Arbitrage : Listkiewicz assisté de Yoo Kun-ho et de Park Hee-cha-rang | Stade Dongdaemun, Séoul Spectateurs : 12 800 Arbitrage : Listkiewicz assisté de Yoo Kun-ho et de Park Hee-cha-rang |

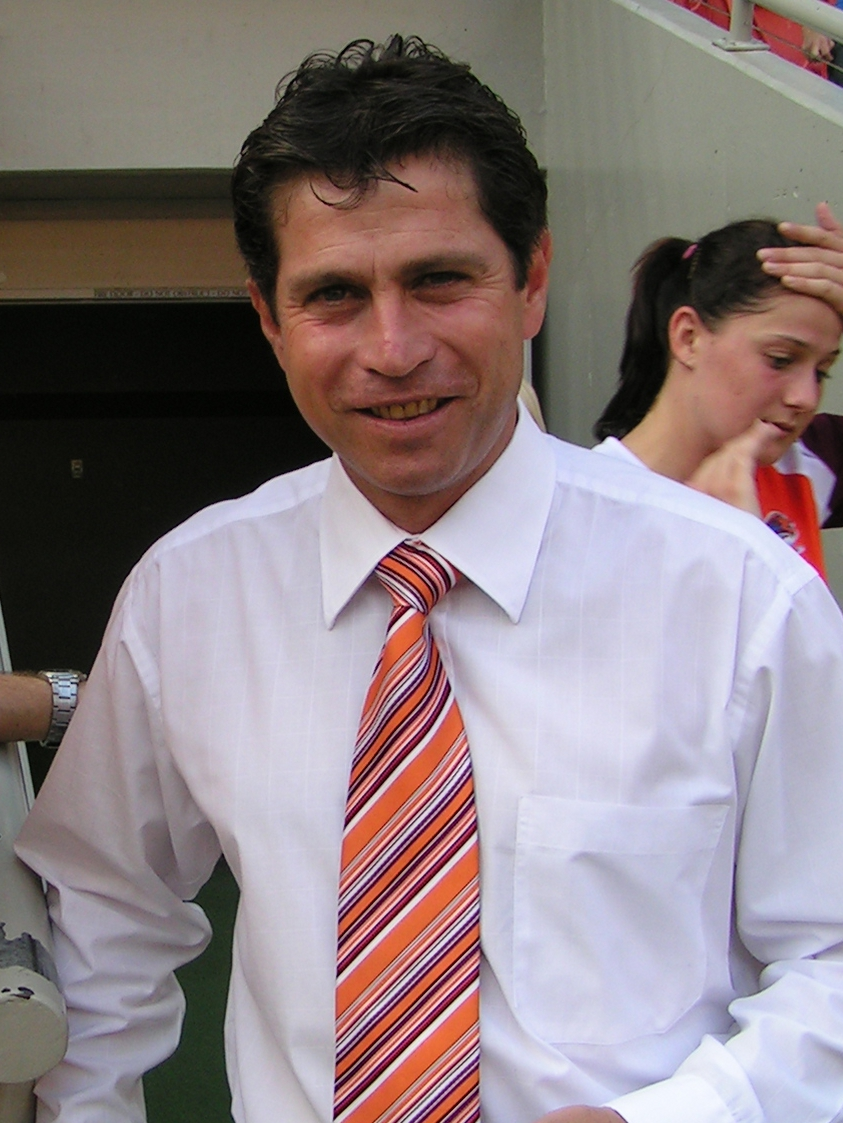
Frank Farina, ici en 2008, inscrit le seul but australien qui donne la victoire face aux Yougoslaves.

La Yougoslavie et le Brésil, respectivement médaillée de bronze et d'argent lors des Jeux précédents, sont les favoris de ce groupe.
Lors de la première journée, le Brésil domine le Nigeria sur le score de quatre buts à zéro. Dans le même temps, les Yougoslaves affrontent les Australiens. Peu expérimentés et entraînés par le Yougoslave Arok, les Australiens emploient comme tactique de perturber sans répit et tout miser sur les contres. La tactique se révèle payante : à la quarante-huitième minute, Farina se fait l'auteur du seul but du match. Cela constitue la première grosse surprise du tournoi.
Lors de la deuxième journée, les Brésiliens confirment leur niveau face aux Australiens grâce à un triplé de Romário, devenant le meilleur buteur du tournoi, alors que les Yougoslaves se ressaisissent face aux Nigérians grâce au doublé de Stojković et Šabanadžović.
Lors de la dernière journée, les deux favoris s'affrontent (le Brésil pour la première place et la Yougoslavie pour la deuxième) alors que les Australiens ont besoin d'un point pour se qualifier face à des Nigérians, déjà éliminés. Dans le premier match, les Yougoslaves dominent mais Taffarel, André Cruz et Bebeto permettent aux Brésiliens de l'emporter. Dans le second, les Australiens patientent mais à la soixante-quinzième minute, Kosmina libère les Australiens et qualifie les Australiens pour les quarts de finale.
L'Australie est la seconde surprise de ce tournoi et se qualifie pour les quarts-de-finale.

### Tableau final
|  | Quarts de finale       | Quarts de finale     |                      |                      | Demi-finales           | Demi-finales           |          |  | Finale               | Finale              |
|  | Quarts de finale       | Quarts de finale     |                      |                      | Demi-finales           | Demi-finales           |          |  | Finale               | Finale              |
|  |                        |                      |                      |                      |                        |                        |          |  |                      |                     |
|  | 25 septembre - Daegu   | 25 septembre - Daegu |                      |                      | 27 septembre - Busan   | 27 septembre - Busan   |          |  | 1er octobre - Séoul  | 1er octobre - Séoul |
|  | 25 septembre - Daegu   | 25 septembre - Daegu |                      |                      | 27 septembre - Busan   | 27 septembre - Busan   |          |  | 1er octobre - Séoul  | 1er octobre - Séoul |
|  | Suède                  | 1                    |                      |                      | 27 septembre - Busan   | 27 septembre - Busan   |          |  | 1er octobre - Séoul  | 1er octobre - Séoul |
|  | Suède                  | 1                    |                      |                      | 27 septembre - Busan   | 27 septembre - Busan   |          |  | 1er octobre - Séoul  | 1er octobre - Séoul |
|  | Italie                 | 2 ap                 |                      |                      | 27 septembre - Busan   | 27 septembre - Busan   |          |  | 1er octobre - Séoul  | 1er octobre - Séoul |
|  | Italie                 | 2 ap                 | Italie               | 2                    |                        |                        |          |  | 1er octobre - Séoul  | 1er octobre - Séoul |
|  | 25 septembre - Busan   |                      | Italie               | 2                    |                        |                        |          |  | 1er octobre - Séoul  | 1er octobre - Séoul |
|  |                        | Union soviétique     | 3 ap                 |                      |                        |                        |          |  | 1er octobre - Séoul  | 1er octobre - Séoul |
|  | Union soviétique       | Union soviétique     | 3 ap                 | 3                    |                        |                        |          |  | 1er octobre - Séoul  | 1er octobre - Séoul |
|  | Union soviétique       |                      |                      | 3                    |                        |                        |          |  | 1er octobre - Séoul  | 1er octobre - Séoul |
|  | Australie              | 0                    |                      |                      |                        |                        |          |  | 1er octobre - Séoul  | 1er octobre - Séoul |
|  | Australie              | 0                    | Union soviétique     | 2 ap                 |                        |                        |          |  |                      |                     |
|  | 25 septembre - Gwangju |                      | Union soviétique     | 2 ap                 |                        |                        |          |  |                      |                     |
|  |                        | Brésil               | 1                    |                      |                        |                        |          |  |                      |                     |
|  | Zambie                 | Brésil               | 1                    | 0                    |                        |                        |          |  |                      |                     |
|  | Zambie                 | 27 septembre - Séoul |                      | 0                    |                        |                        |          |  |                      |                     |
|  | Allemagne de l’Ouest   | 4                    |                      |                      |                        |                        |          |  |                      |                     |
|  | Allemagne de l’Ouest   | 4                    | Allemagne de l’Ouest | 1ap (2)              |                        |                        |          |  |                      |                     |
|  | 25 septembre - Séoul   | 25 septembre - Séoul | Allemagne de l’Ouest | 1ap (2)              | Match pour la 3e place | Match pour la 3e place |          |  |                      |                     |
|  | 25 septembre - Séoul   | 25 septembre - Séoul |                      | Brésil               | Match pour la 3e place | Match pour la 3e place | 1 tab(3) |  |                      |                     |
|  | Brésil                 | 1                    | 30 septembre - Séoul | 30 septembre - Séoul |                        |                        | 1 tab(3) |  |                      |                     |
|  | Brésil                 | 1                    | 30 septembre - Séoul | 30 septembre - Séoul |                        |                        |          |  |                      |                     |
|  | Argentine              | 0                    |                      | Italie               | 0                      |                        |          |  |                      |                     |
|  | Argentine              | 0                    |                      | Italie               | 0                      |                        |          |  |                      |                     |
|  |                        |                      |                      |                      |                        |                        |          |  | Allemagne de l’Ouest | 3                   |
|  |                        |                      |                      |                      |                        |                        |          |  | Allemagne de l’Ouest | 3                   |

#### Quarts de finale
| 25 septembre 1988 | Zambie | 0–4     | Allemagne de l’Ouest | | |
| 17:00             | |         | 18e (pen.) Funkel · 34e 43e 89e Klinsmann                                                                                    | Stade Gwangju, Gwangju Spectateurs : 8 000 Arbitrage : Díaz Palacio assisté de Al Sharif et de Jassim | Stade Gwangju, Gwangju Spectateurs : 8 000 Arbitrage : Díaz Palacio assisté de Al Sharif et de Jassim |
| 17:00             | (Rapport) |         | | Stade Gwangju, Gwangju Spectateurs : 8 000 Arbitrage : Díaz Palacio assisté de Al Sharif et de Jassim | Stade Gwangju, Gwangju Spectateurs : 8 000 Arbitrage : Díaz Palacio assisté de Al Sharif et de Jassim |
| 17:00             | Chabala - Chabinga, Melu, Chomba, Mumba - J. Bwalya ( 54e Msiska), Makinka , K. Bwalya, Musonda - Nyirenda ( 54e Mwanza 67e), Mumba Chansa | Équipes | Kamps - Hörster, Funkel, Grahammer, Schulz - Görtz, Häßler ( 77e Janßen), Fach, Wuttke - Riedle ( 29e Kleppinger), Klinsmann | Stade Gwangju, Gwangju Spectateurs : 8 000 Arbitrage : Díaz Palacio assisté de Al Sharif et de Jassim | Stade Gwangju, Gwangju Spectateurs : 8 000 Arbitrage : Díaz Palacio assisté de Al Sharif et de Jassim |

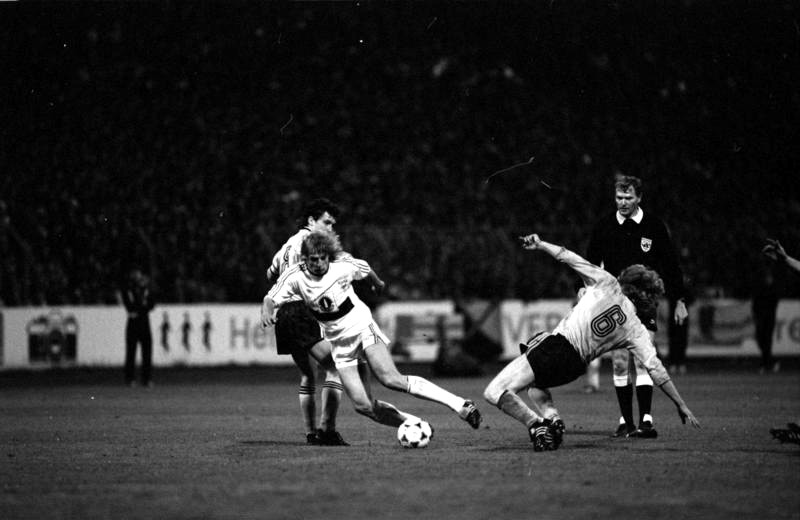
Klinsmann (au centre), lors de la demi-finale de la Coupe UEFA 1988-1989 avec le VfB Stuttgart contre le SG Dynamo Dresde, est l'homme du match contre la Zambie, avec trois buts inscrits.

Forte de son exploit retentissant contre l'Italie au premier tour, la Zambie affronte la RFA en quart de finale. Dès le début du match, le sélectionneur allemand Löhr donne des consignes à ses joueurs pour limiter les espaces, le Zambien K. Bwalya est ainsi surveillé par Grahammer. Les Allemands procèdent par des combinaisons rapides pour se démarquer et ouvrent le score à la dix-huitième minute sur un penalty de Funkel. Les Zambiens attaquent mais la défense allemande est solide. À la vingt-cinquième minute, Klinsmann manque de peu d'inscrire le deuxième but de la tête, mais dix minutes plus tard, il ne rate pas l'occasion d'inscrire le second but. Deux minutes avant la mi-temps, Klinsmann réalise le doublé, mettant fin aux illusions zambiennes.
En seconde période, les Zambiens ont la possession du ballon mais ce sont encore les Allemands qui marquent une quatrième but, à nouveau par Klinsmann. Outre Klinsmann auteur d'un triplé, le milieu de terrain Wuttke, qui a notamment été à l'origine du troisième but et Grahammer ont été les joueurs les plus en vue. La Zambie se console en ayant réalisé, grâce à ce quart de finale, sa meilleure performance olympique.
| 25 septembre 1988 | Union soviétique | 3–0     | Australie                                                                                             | | |
| 17:00             | Dobrovolski 50e (pen.) 54e (pen.) · Mikhaïlitchenko 62e |         | | Stade Gudeok de Busan, Busan Spectateurs : 7 000 Arbitrage : Cardellino assisté de Mauro et de Codesal | Stade Gudeok de Busan, Busan Spectateurs : 7 000 Arbitrage : Cardellino assisté de Mauro et de Codesal |
| 17:00             | (Rapport) |         | | Stade Gudeok de Busan, Busan Spectateurs : 7 000 Arbitrage : Cardellino assisté de Mauro et de Codesal | Stade Gudeok de Busan, Busan Spectateurs : 7 000 Arbitrage : Cardellino assisté de Mauro et de Codesal |
| 17:00             | Kharine - Gorloukovitch, Lossev, Ketachvili, Tcherednik ( 72e Fokine) - Narbekovas, Kouznetsov 82e, Dobrovolski - Lioutyi, Tatartchouk ( 68e Skliarov), Mikhailitchenko | Équipes | Olver - Yankos, van Egmond, Dunn 67e, Jennings, Davidson - Crino, Wade - Arnold, Mitchell 68e, Farina | Stade Gudeok de Busan, Busan Spectateurs : 7 000 Arbitrage : Cardellino assisté de Mauro et de Codesal | Stade Gudeok de Busan, Busan Spectateurs : 7 000 Arbitrage : Cardellino assisté de Mauro et de Codesal |

L'URSS affronte l'Australie sous une pluie battante et sur une pelouse très glissante.
L'Australie tient bon toute la première mi-temps, grâce aux nombreux arrêts d'Olver face aux tirs de Lossev, Lioutyi, Narbekovas et Mikhailitchenko. Mais en l'espace de cinq minutes peu avant l'heure de jeu, la défense australienne craque et concède deux pénaltys transformés par Dobrovolski. Le troisième but est l’œuvre de Mikhaïlitchenko, auteur d'une remarquable reprise de la tête sur un coup franc de la droite à la soixante-deuxième minute. À la soixante-huitième minute, l'Australien Mitchell écope d'un carton rouge direct.
Surprenant quart-de-finaliste, l'Australie a été dominée dans tous les compartiments du jeu. Ses attaquants ne sont pratiquement jamais parvenus à se mettre en évidence et sa défense a souvent eu comme seuls recours des interventions irrégulières pour éviter le pire. L'Australie atteint le même stade que lors des Jeux olympiques de 1956.
| 25 septembre 1988 | Suède | 1-2 (a.p.) | Italie | | |
| 19:00             | Hellström 84e |            | 50e Virdis · 98e Crippa | Stade civique de Daegu, Daegu Spectateurs : 11 000 Arbitrage : Biguet assisté de Listkiewicz et de Diramba | Stade civique de Daegu, Daegu Spectateurs : 11 000 Arbitrage : Biguet assisté de Listkiewicz et de Diramba |
| 19:00             | (Rapport) |            | | Stade civique de Daegu, Daegu Spectateurs : 11 000 Arbitrage : Biguet assisté de Listkiewicz et de Diramba | Stade civique de Daegu, Daegu Spectateurs : 11 000 Arbitrage : Biguet assisté de Listkiewicz et de Diramba |
| 19:00             | S. Andersson - R. Nilsson, Lönn, Arnberg, Ljung - Thern, Engqvist, M. Andersson, Nilsson ( 73e Dahlin), Limpar 4e ( 23e Eskilsson) - Hellström | Équipes    | Tacconi - Tassotti, Brambati 37e, Ferrara, De Agostini 45e - Crippa, Iachini, Evani 58e ( 73e Colombo 108e), Mauro - Virdis, Rizzitelli ( 80e Carnevale) | Stade civique de Daegu, Daegu Spectateurs : 11 000 Arbitrage : Biguet assisté de Listkiewicz et de Diramba | Stade civique de Daegu, Daegu Spectateurs : 11 000 Arbitrage : Biguet assisté de Listkiewicz et de Diramba |

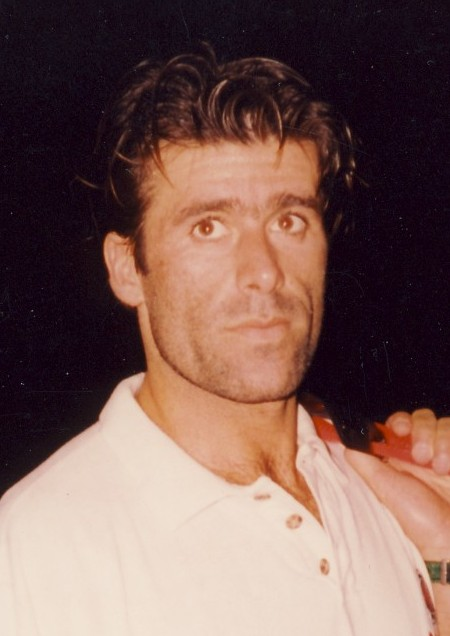
L'Italien Evani, ici en 1992, est averti lors du match contre la Suède.

Après sa déroute surprise contre la Zambie au tour précédent, l'Italie est attendue au tournant en quart de finale face à une Suède première de son groupe. Dès le coup d'envoi, les Italiens attaquent et se créent les premières occasions. La première mi-temps est plutôt calme, grâce aux deux gardiens de but.
L'Italie ouvre le score en début de seconde période grâce à Virdis. Les Suédois se ruent alors à l'attaque, acculant les Italiens dans leur camp. Sur un corner, ils obtiennent finalement l'égalisation par Hellström à six minutes de la fin du temps règlementaire.
Le match doit se poursuivre en prolongation. À la quatre-vingt-dix-huitième minute, sur une contre-attaque, le milieu de terrain italien Crippa frappe des vingt-cinq mètres. Le ballon est dévié par le défenseur Arnberg, qui trompe S. Andersson. Malgré quelques occasions de part et d'autre, l'Italie remporte le match sur le score de deux buts à un,.
La Suède peut regretter les occasions manquées, notamment un penalty raté par M. Andersson dans le temps règlementaire.
| 25 septembre 1988 | Brésil | 1–0     | Argentine | | |
| 19:00             | G. Silva 76e |         | | Stade Dongdaemun, Séoul Spectateurs : 21 800 Arbitrage : Röthlisberger assisté de Hackett et de Takada | Stade Dongdaemun, Séoul Spectateurs : 21 800 Arbitrage : Röthlisberger assisté de Hackett et de Takada |
| 19:00             | (Rapport) |         | | Stade Dongdaemun, Séoul Spectateurs : 21 800 Arbitrage : Röthlisberger assisté de Hackett et de Takada | Stade Dongdaemun, Séoul Spectateurs : 21 800 Arbitrage : Röthlisberger assisté de Hackett et de Takada |
| 19:00             | Taffarel - Jorginho, Ademir, Cruz, Winck 25e, Aloísio - G. Silva 83e, Mílton ( 65e Careca), Andrade - Romário, Bebeto | Équipes | Islas - Díaz, Fabbri ( 65e Mayor), Lorenzo, Lucca, Monzón - Pérez ( 80e Russo) - Airez, Alfaro, Comas, Siviski | Stade Dongdaemun, Séoul Spectateurs : 21 800 Arbitrage : Röthlisberger assisté de Hackett et de Takada | Stade Dongdaemun, Séoul Spectateurs : 21 800 Arbitrage : Röthlisberger assisté de Hackett et de Takada |

Ce quart-de-finale propose un affiche sud-américaine. La première période entre le Brésil et l'Argentine est pauvre en occasion. Malgré un bon début de seconde période des Argentins, le Brésil domine la partie. Les attaquants brésiliens se heurtent longtemps au gardien argentin Islas, mais à un quart d'heure de la fin, Geovani Silva trouve enfin l'ouverture, sur un tir perfide et brossé de plus de vingt-cinq mètres. Les Argentins ne s'en sortent pas, et doivent à leur gardien Islas de leur éviter une défaite bien plus lourde. Carlos Alfaro Moreno qui avait marqué lors de chacun des matchs précédents dans ce tournoi est resté muet, illustrant les difficultés rencontrées par les Argentins.

#### Demi-finales
| 27 septembre 1988 | Italie | 2–3 (a.p.) | Union soviétique | | |
| 17:00             | Virdis 50e · Carnevale 108e |            | 78e Dobrovolski · 92e Narbekovas · 106e Mikhaïlitchenko | Stade Gudeok de Busan, Busan Spectateurs : 10 000 Arbitrage : Al Sharif assisté de Biguet et de Listkiewicz | Stade Gudeok de Busan, Busan Spectateurs : 10 000 Arbitrage : Al Sharif assisté de Biguet et de Listkiewicz |
| 17:00             | (Rapport) |            | | Stade Gudeok de Busan, Busan Spectateurs : 10 000 Arbitrage : Al Sharif assisté de Biguet et de Listkiewicz | Stade Gudeok de Busan, Busan Spectateurs : 10 000 Arbitrage : Al Sharif assisté de Biguet et de Listkiewicz |
| 17:00             | Tacconi - Ferrara 94e 96e, Tassotti, Brambati, Carobbi - Crippa, Iachini 42e, Mauro, Evani ( 70e Desideri) - Virdis, Rizzitelli ( 88e Carnevale 108e) | Équipes    | Kharine - Ketachvili 85e, Tcherednik 35e ( 45e Iarovenko), Lossev, Gorloukovitch 53e - Narbekovas, Kouznetsov, Mikhailitchenko, Dobrovolski - Lioutyi, Tatartchouk ( 70e Savitchev 102e) | Stade Gudeok de Busan, Busan Spectateurs : 10 000 Arbitrage : Al Sharif assisté de Biguet et de Listkiewicz | Stade Gudeok de Busan, Busan Spectateurs : 10 000 Arbitrage : Al Sharif assisté de Biguet et de Listkiewicz |

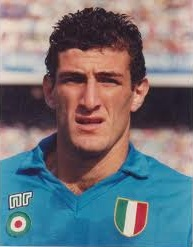
Le défenseur napolitain Ferrara, ici lors de la saison 1987-1988, est expulsé lors de la prolongation.

La première demi-finale oppose l'Italie à l'Union soviétique. Après une première mi-temps où les deux équipes ont fait preuve de prudence, les Soviétiques se lancent plus franchement à l'attaque, mais contre le cours du jeu, les Italiens par l'intermédiaire de Virdis ouvrent le score à la cinquantième minute, sur une reprise de la tête. Les Soviétiques ne baissent pas les bras et sont récompensés de leurs efforts à la soixante-dix-huitième minute, Dobrovolski inscrivant le but de l'égalisation.
Dès le début de la prolongation, après un tir sur la barre de Mikhailitchenko, Narbekovas prend de court les Italiens, permettant aux Soviétiques de mener pour la première fois du match. Ces derniers bénéficient de l'expulsion de Ferrara à la quatre-vingt-seizième minute, ce qui va leur permettre d'aggraver le score à la cent-sixième minute par Mikhaïlitchenko. Mais deux minutes plus tard, les Italiens réduisent le score par Carnevale, ils sont finalement défaits par trois buts à deux.
L'Union soviétique se qualifie pour la seconde fois pour la finale des Jeux olympiques après 1956.
| 27 septembre 1988 | Allemagne de l’Ouest | 1–1 (a.p.) 2–3 t. a. b. | Brésil | | |
| 20:00             | Fach 50e |                         | 79e Romário | Stade olympique de Séoul, Séoul Spectateurs : 65 000 Arbitrage : Hackett assisté de Bambridge et de Lousteau | Stade olympique de Séoul, Séoul Spectateurs : 65 000 Arbitrage : Hackett assisté de Bambridge et de Lousteau |
| 20:00             | (Rapport) |                         | | Stade olympique de Séoul, Séoul Spectateurs : 65 000 Arbitrage : Hackett assisté de Bambridge et de Lousteau | Stade olympique de Séoul, Séoul Spectateurs : 65 000 Arbitrage : Hackett assisté de Bambridge et de Lousteau |
| 20:00             | Janssen · Klinsmann · Kleppinger · Fach · Wuttke                                                                                 | Tirs au but 2–3         | João Paulo · Winck · Romario · André Cruz · | Stade olympique de Séoul, Séoul Spectateurs : 65 000 Arbitrage : Hackett assisté de Bambridge et de Lousteau | Stade olympique de Séoul, Séoul Spectateurs : 65 000 Arbitrage : Hackett assisté de Bambridge et de Lousteau |
| 20:00             | Kamps - Hörster, Funkel, Grahammer, Schulz - Fach, Görtz ( 96e Kleppinger), Häßler, Wuttke 75e - Mill ( 106e Janssen), Klinsmann | Équipes                 | Taffarel - Jorginho, Luis Carlos, Aloísio 118e, André Cruz, Ademir 67e ( 72e Milton) - Andrade, Silva 43e - Careca, Bebeto 3e ( 62e João Paulo), Romário | Stade olympique de Séoul, Séoul Spectateurs : 65 000 Arbitrage : Hackett assisté de Bambridge et de Lousteau | Stade olympique de Séoul, Séoul Spectateurs : 65 000 Arbitrage : Hackett assisté de Bambridge et de Lousteau |

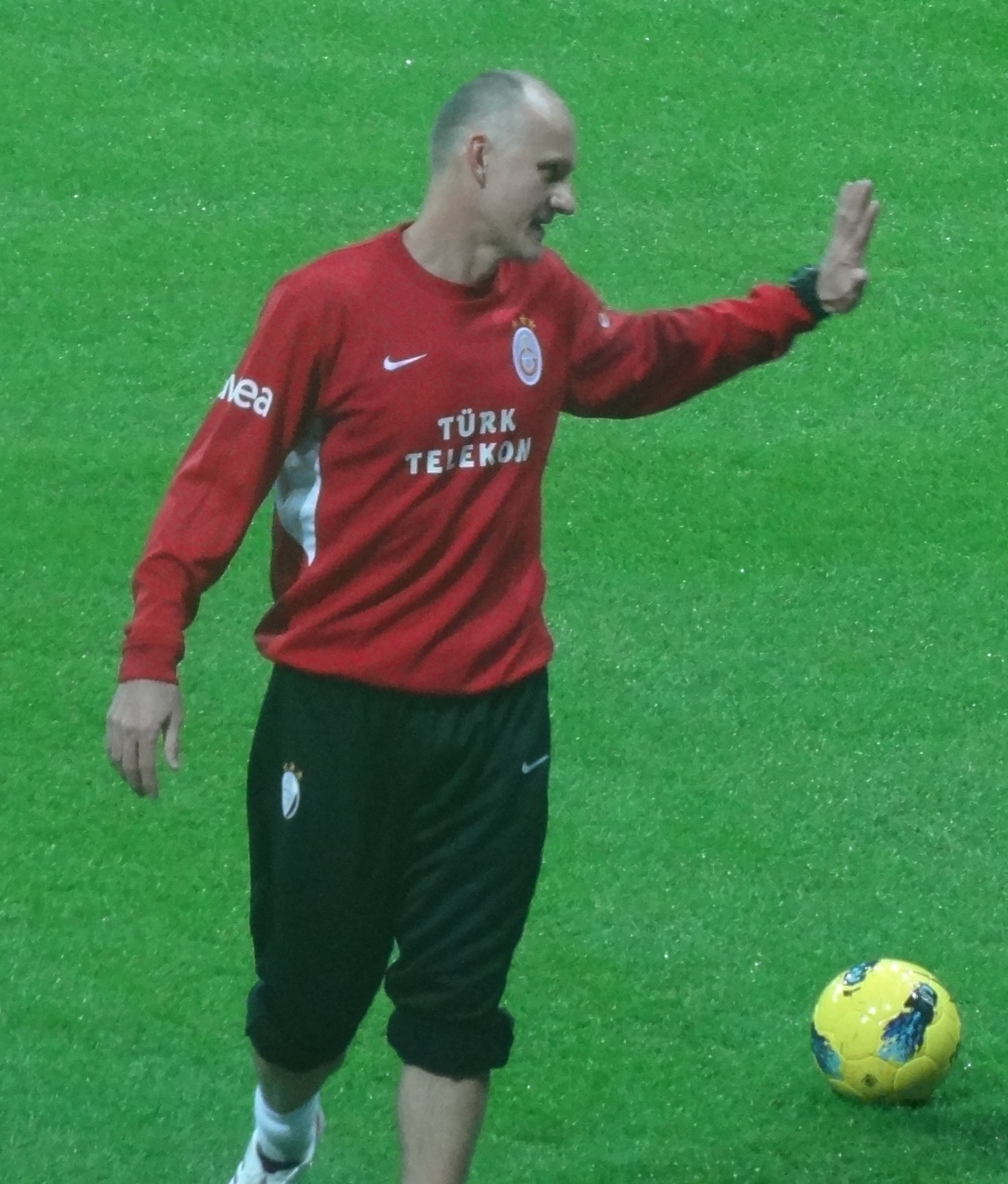
Taffarel, ici en 2012, héros de la demi-finale, arrêtant un penalty et deux tirs au but.

Opposés aux Allemands de l'ouest en demi-finale, les Brésiliens se montrent offensifs dès le début et se procurent une première occasion sur un centre de Geovani Silva, le ballon touchant la barre. Les Allemands réagissent et au quart d'heure de jeu Mill reprend la balle de la tête, qui passe au-dessus.
En seconde période, à la cinquantième minute, sur un coup franc de Wuttke, Fach s'élève plus haut que les défenseurs brésiliens et ouvre le score. Les différents remplacements permettent aux Brésiliens de repartir à l'avant et à la soixante-dix-neuvième minute, Milton centre au second poteau pour Romário qui égalise. Peu après, Klinsmann est stoppé irrégulièrement dans la surface de réparation et obtient un penalty pour l'Allemagne. Le gardien Brésilien Taffarel arrête le penalty de Funkel et les deux équipes sont à égalité à la fin du temps règlementaire.
La prolongation voit une domination brésilienne contenue par une défense allemande toujours aux aguets. Aucun but supplémentaire n'est marqué, le match se termine sur le score de 1 à 1.
La qualification pour la finale se joue donc aux tirs au but. Le duel de gardiens Taffarel-Kamps tourne à l'avantage du Brésilien, qui arrête les tirs de Janssen et de Wuttke, alors que Klinsmann tire sur le poteau. Kamps arrête seulement le tir au but d'André Cruz. Devant 65 000 spectateurs, Le Brésil se qualifie pour sa seconde finale consécutive.

#### Match pour la médaille de bronze
| 30 septembre 1988 | Italie | 0–3     | Allemagne de l’Ouest | | |
| 19:00             | |         | 5e Klinsmann · 18e Kleppinger · 68e Schreier                                                                                         | Stade olympique de Séoul, Séoul Spectateurs : 61 000 Arbitrage : Lousteau assisté de Diramba et de Röthlisberger Quatrième arbitre : Listkiewicz | Stade olympique de Séoul, Séoul Spectateurs : 61 000 Arbitrage : Lousteau assisté de Diramba et de Röthlisberger Quatrième arbitre : Listkiewicz |
| 19:00             | (Rapport) |         | | Stade olympique de Séoul, Séoul Spectateurs : 61 000 Arbitrage : Lousteau assisté de Diramba et de Röthlisberger Quatrième arbitre : Listkiewicz | Stade olympique de Séoul, Séoul Spectateurs : 61 000 Arbitrage : Lousteau assisté de Diramba et de Röthlisberger Quatrième arbitre : Listkiewicz |
| 19:00             | Tacconi - Tassotti, Carobbi, Brambati, De Agostini - Crippa 87e, Colombo, Galia 60e, Mauro - Virdis ( 58e Rizzitelli), Carnevale | Équipes | Kamps - Hörster, Funkel, Grahammer, Schulz 32e - Sievers ( 85e Bommer), Kleppinger, Häßler, Wuttke ( 61e Schreier) - Mill, Klinsmann | Stade olympique de Séoul, Séoul Spectateurs : 61 000 Arbitrage : Lousteau assisté de Diramba et de Röthlisberger Quatrième arbitre : Listkiewicz | Stade olympique de Séoul, Séoul Spectateurs : 61 000 Arbitrage : Lousteau assisté de Diramba et de Röthlisberger Quatrième arbitre : Listkiewicz |

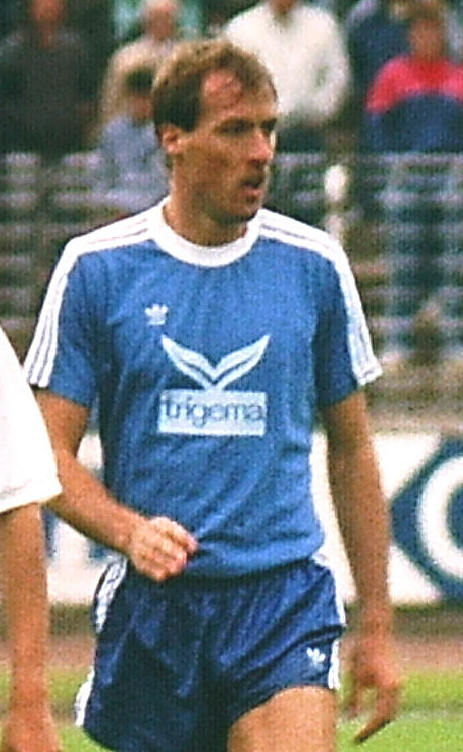
Kleppinger, ici lors de la saison 1986-1987, marque le deuxième but contre l'Italie.

Le match pour la médaille de bronze entre l'Italie et l'Allemagne est une affiche de haut niveau. La Squadra azzurra attaque d'entrée tandis que la Nationalmannschaft mise sur la défense et les contres rapides de Klinsmann et de Mill. Sur une passe de Wuttke et avec le soutien de Mill, Klinsmann ouvre le score dès la cinquième minute aux cinq mètres. Malgré des remaniements du sélectionneur italien Rocca, la défense italienne encaisse un deuxième but à la dix-huitième minute par une tête de Kleppinger sur un corner de Wuttke au premier poteau, prolongé de la tête par Schulz. Malgré ce handicap de deux buts, l'Italie continue d'attaquer mais se heurte au gardien de but allemand Kamps.
En seconde période, les Italiens poursuivent leur domination mais manquent de réussite. À la cinquantième minute, Virdis marque mais le but est annulé pour hors-jeu. Plus tard, Crippa expédie un tir des trente-cinq mètres sur la transversale. À vingt minutes de la fin Schreier aggrave le score à trois buts à zéro pour l'Allemagne à la suite d'une série de combinaisons terminées par Kleppinger. En fin de match, sur une erreur de Schulz, les Italiens sont tout proches de sauver l'honneur mais Kamps s’interpose encore. L'Allemagne de l'Ouest remporte la médaille de bronze, ce qui constitue alors à l'époque la meilleure performance du pays aux Jeux olympiques,.

#### Finale
| 1er octobre 1988 | Union soviétique | 2-1 (a.p.) | Brésil | | |
| 19:00            | Dobrovolski 60e (pen.) · Savitchev 103e |            | 29e Romário | Stade olympique de Séoul, Séoul Spectateurs : 74 000 Arbitrage : Biguet assisté de Díaz Palacio et de Jassim Quatrième arbitre : Mauro | Stade olympique de Séoul, Séoul Spectateurs : 74 000 Arbitrage : Biguet assisté de Díaz Palacio et de Jassim Quatrième arbitre : Mauro |
| 19:00            | (Rapport) |            | | Stade olympique de Séoul, Séoul Spectateurs : 74 000 Arbitrage : Biguet assisté de Díaz Palacio et de Jassim Quatrième arbitre : Mauro | Stade olympique de Séoul, Séoul Spectateurs : 74 000 Arbitrage : Biguet assisté de Díaz Palacio et de Jassim Quatrième arbitre : Mauro |
| 19:00            | Kharine - Gorloukovitch 91e, Lossev, Ketachvili 42e, Iarovenko - Narbekovas ( 45e Savitchev), Kouznetsov, Mikhailitchenko, Dobrovolski - Lioutyi ( 115e Skliarov), Tatartchouk 78e 110e | Équipes    | Taffarel - Jorginho, Luis Carlos 72e, Aloísio 115e, André Cruz 32e - Andrade, Mílton, Neto ( 73e Edmar 112e) - Careca 42e, Bebeto ( 75e João Paulo), Romário | Stade olympique de Séoul, Séoul Spectateurs : 74 000 Arbitrage : Biguet assisté de Díaz Palacio et de Jassim Quatrième arbitre : Mauro | Stade olympique de Séoul, Séoul Spectateurs : 74 000 Arbitrage : Biguet assisté de Díaz Palacio et de Jassim Quatrième arbitre : Mauro |

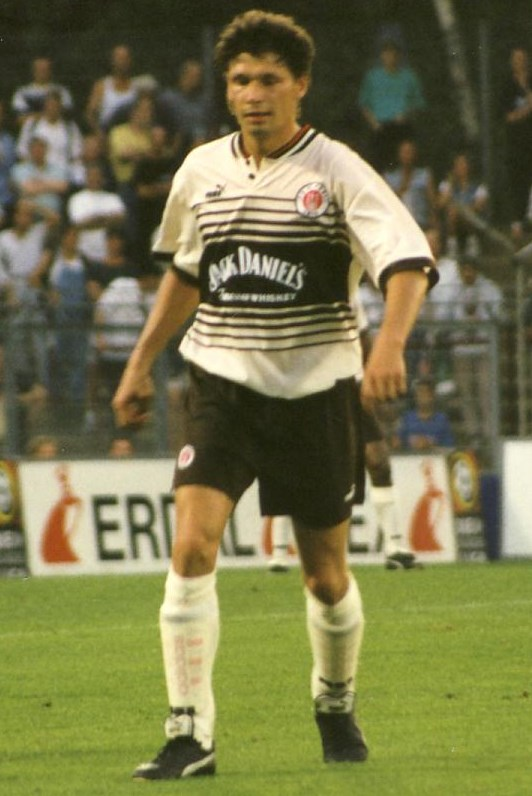
Iouri Savitchev, avec le maillot de FC Sankt Pauli, permet de donner le titre olympique à l'Union soviétique.

Pour la finale Union soviétique-Brésil, les deux équipes doivent se passer de plusieurs joueurs (Ademir et Geovani du côté brésilien et Tcherednik du côté soviétique). Devant 74 000 spectateurs, le Brésil (déjà finaliste en 1984) se montre d'abord le plus incisif, créant des situations chaudes dans la surface de Kharine, mais les Soviétiques rééquilibrent le jeu. Contre le cours du jeu, sur un corner de Neto tiré au second poteau, Romário ouvre le score du pied droit à trois mètres du but, à la suite d’une mauvaise sortie de Kharine. Après quelques nouvelles occasions de part et d'autre, le Brésil mène un but à zéro à la mi-temps.
À la reprise, le sélectionneur Bychovets remplace Narbekovas par Savitchev. Ce changement va se révéler payant. Sa grande taille (1,81 m) permet d'accentuer la pression soviétique. Au milieu de terrain, les Soviétiques Mikhailitchenko et Kouznetsov s'assurent du contrôle du jeu et la défense brésilienne est aux abois. À l'heure de jeu, une faute d'Andrade sur Savitchev à l'entrée de la surface est ainsi sanctionnée par un penalty. Dobrovolski le transforme en prenant à contre-pied Taffarel et égalise pour l'URSS. Le Brésil retrouve son côté offensif et même si deux penalties auraient pu être sifflés par l'arbitre français Gérard Biguet, les deux équipes terminent le temps règlement à égalité.
Durant la prolongation, la fatigue se fait ressentir. Mais à la cent-troisième minute, sur une déviation de la tête de Lioutyi, Savitchev part des quarante mètres, prend de vitesse André Cruz, lobe aux dix-huit mètres Taffarel et inscrit le second but soviétique. Les Soviétiques se retrouvent en difficulté quand Tatartchouk reçoit un carton rouge après son second avertissement à la cent-dixième minute. Mais les Brésiliens n'en profitent pas puisque quelques minutes plus tard, Edmar reçoit un carton rouge direct. Dans les derniers instants, Kharine parvient à préserver la victoire soviétique en intervenant sur un tir d'André Cruz.
L'Union soviétique remporte son second titre olympique après celui de 1956, alors que le Brésil échoue une seconde fois de suite en finale. Les Brésiliens ont fait un marquage en zone qui n'a pas fonctionné et qui laissait une trop grande liberté aux attaquants adverses. Les attaquants brésiliens n'ont pu s'exprimer du fait d'un marquage serré.

## Bilan

### Médaillés
| Médaillé d’argent Brésil | Champion olympique Union soviétique 2d titre | Médaillé de bronze Allemagne de l'Ouest |

Au terme du tournoi, l'équipe d'Union soviétique olympique de football, sous la direction du sélectionneur Anatoli Bychovets, remporte sa deuxième médaille d’or olympique après 1956.
Les footballeurs soviétiques Kharine, Ketachvili, Skliarov, Tcherednik, Ianonis, Tichtchenko, Kouznetsov, Ponomarev, Borodiouk, Dobrovolski, Lioutyi, Iarovenko, Fokine, Tatarchouk, Mikhaïlitchenko, Proudnikov, Lossev, Gorloukovitch, Savitchev et Narbekovas reçoivent une médaille d’or.
Seul Mikhaïlitchenko avait participé à l'Euro 1988, où l'Union soviétique avait terminé finaliste. Mikhaïlitchenko recevra le titre de Footballeur soviétique de l'année 1988 pour les performances réalisées au cours de l'année.
L'Allemagne de l'Ouest remporte le trophée du fair-play, appelé Trophée Sport-Billy.

### Buteurs

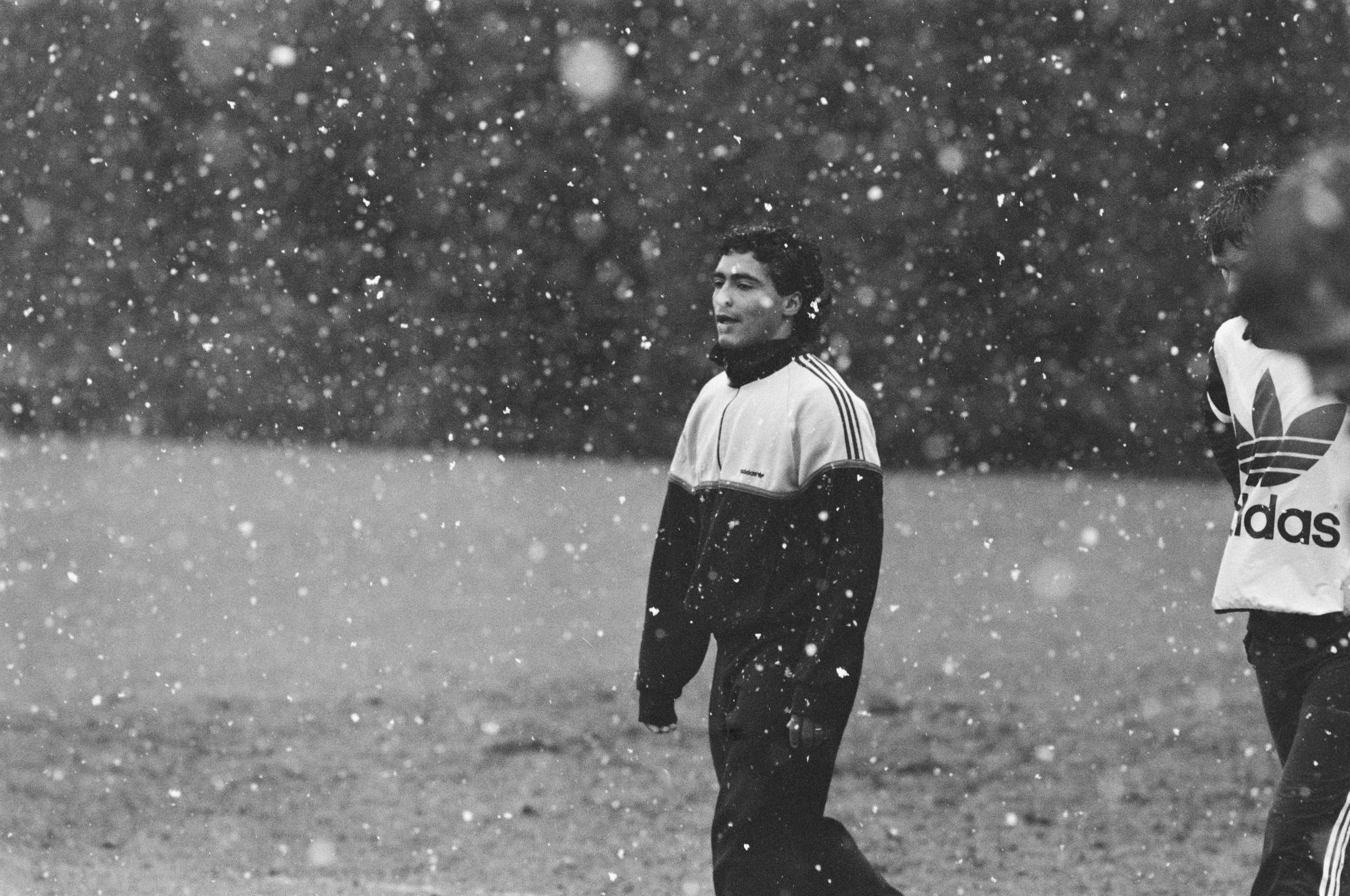
Romário termine meilleur buteur du tournoi, avec sept buts, et signe quelques jours plus tard au PSV Eindhoven, ici à l'entraînement le 27 février 1989.

Les buteurs lors de ces Jeux sont présentés dans ce classement : le Brésilien Romário, joueur du Vasco da Gama, termine meilleur buteur de la compétition avec sept buts.
Quatre-vingt-quinze buts sont inscrits dans ce tournoi, dont treize penaltys marqués sur dix-huit sifflés.
Le seul but contre son camp est marqué à la soixante-dix-septième minute du match Irak-Guatemala, à la suite d'une frappe croisée non cadrée du numéro 9 irakien, Ismael Sharef, qui est poussé involontairement dans le but en voulant contrer la balle par le défenseur Mazariegos.
7 buts
- Romário[92]

6 buts
- Igor Dobrovolski[93],[note 13]
- Kalusha Bwalya[94],[note 14]

5 buts
- Oleksiy Mykhaylychenko[95]

4 buts
- Jürgen Klinsmann[96],[note 15]

3 buts
- Frank Mill[97]
- Carlos Alfaro[98]
- Pietro Paolo Virdis[99],[note 16]
- Jan Hellström[100]

2 buts
| - Holger Fach - Wolfram Wuttke - Bebeto - Ahmed Radhi, | - Andrea Carnevale - Peter Lönn - Nabil Maâloul, - Arminas Narbekovas | - Dragan Stojković - Refik Šabanadžović - Derby Makinka |

1 but
| - Wolfgang Funkel - Roland Grahammer - Gerhard Kleppinger - Christian Schreier - Fritz Walter - Néstor Fabbri - Frank Farina, - John Kosmina - André Cruz - Edmar - Geovani Silva, | - Noh Soo-jin - John Doyle - Brent Goulet - Mike Windischmann - Carlos Castañeda - Adán Paniagua - Karim Allawi - Mudhafar Taufek - Massimo Crippa - Stefano Desideri - Alberigo Evani | - Ciro Ferrara - Massimo Mauro, - Ruggiero Rizzitelli - Rashidi Yekini - Jonas Thern - Leif Engqvist - Tarak Dhiab - Iouri Savitchev, - Johnson Bwalya - Stone Nyirenda |

Contre-son-camp
- Rocael Mazariegos[144] (pour l'Irak)

### Classement

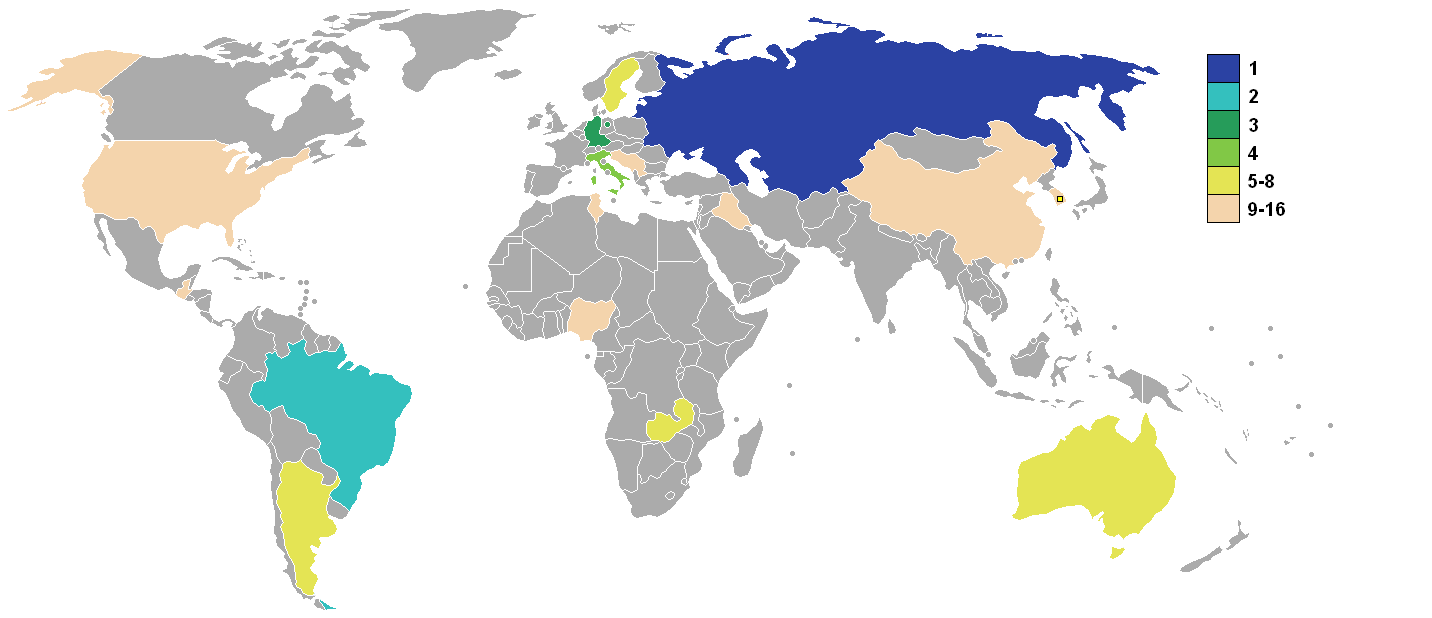
Classement final pour l'épreuve de football.

À la fin du tournoi, la FIFA établit un classement général, en lien avec les performances de chaque équipe, :
| Rang | Équipe               | J | G | N | P | Bp | Bc | Diff | Pts |
| ---- | -------------------- | - | - | - | - | -- | -- | ---- | --- |
| 1    | Union soviétique     | 6 | 5 | 1 | 0 | 14 | 6  | +8   | 11  |
| 2    | Brésil               | 6 | 4 | 1 | 1 | 12 | 4  | +8   | 9   |
| 3    | Allemagne de l’Ouest | 6 | 4 | 1 | 1 | 16 | 4  | +12  | 9   |
| 4    | Italie               | 6 | 3 | 0 | 3 | 11 | 13 | –2   | 6   |
| 5    | Zambie               | 4 | 2 | 1 | 1 | 10 | 6  | +4   | 5   |
| 6    | Suède                | 4 | 2 | 1 | 1 | 7  | 5  | +2   | 5   |
| 7    | Australie            | 4 | 2 | 0 | 2 | 2  | 6  | –4   | 4   |
| 8    | Argentine            | 4 | 1 | 1 | 2 | 4  | 5  | –1   | 3   |
| 9    | Irak                 | 3 | 1 | 1 | 1 | 5  | 4  | +1   | 3   |
| 10   | Yougoslavie          | 3 | 1 | 0 | 2 | 4  | 4  | 0    | 2   |
| 11   | Corée du Sud         | 3 | 0 | 2 | 1 | 1  | 2  | –1   | 2   |
| 12   | États-Unis           | 3 | 0 | 2 | 1 | 3  | 5  | −2   | 2   |
| 13   | Tunisie              | 3 | 0 | 2 | 1 | 3  | 6  | −3   | 2   |
| 14   | Chine                | 3 | 0 | 1 | 2 | 0  | 5  | –5   | 1   |
| 15   | Nigeria              | 3 | 0 | 0 | 3 | 1  | 8  | –7   | 0   |
| 16   | Guatemala            | 3 | 0 | 0 | 3 | 2  | 12 | –10  | 0   |

Deux des trois médaillés égalent alors leur meilleure performance olympique : l'Union soviétique en or (déjà titrée en 1956) et l'Allemagne de l'Ouest en bronze. Quant au Brésil, il égale sa performance de 1984, performance qui sera battue en 2016.

### Spectateurs

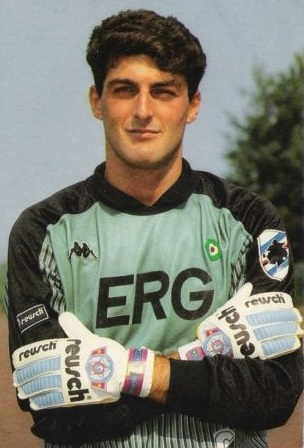
Le gardien italien et de la Sampdoria Gianluca Pagliuca en 1989.

Ce tournoi a accueilli 504 965 spectateurs d'après le CIO, 728 712 d'après la FIFA, ce qui est satisfaisant mais pas suffisant pour la FIFA, comparé aux 1 421 627 aux Jeux olympiques de 1984. Lors des matchs de la Corée du Sud et du Brésil, les spectateurs étaient entre 20000 et 31200 durant le premier tour, puis entre 21800 et 74000 lors de la phase finale. Les autres matchs n'ont pas attiré les spectateurs.
De plus, la FIFA accorde un trophée pour le comportement exemplaire des spectateurs sud-coréens présents dans les stades pour les Jeux olympiques de 1988, à savoir le FIFA Fair Play Award (en), en compagnie du footballeur allemand Frank Ordenewitz.
Le public a pu voir 89 cartons jaunes et 4 cartons rouges, mais surtout l'émergence de plusieurs grands joueurs comme l'Ouest-Allemand Klinsmann, le Soviétique Dobrovolski, les Yougoslaves Stojković et Šuker, les Brésiliens Bebeto, Taffarel et Valdo, l'Argentin Fabbri, l'Australien Farina, le Nigérian Yekini, les Zambiens J. Bwalya et K. Bwalya, l'Irakien Radhi, le Sud-Coréen Kim Joo-sung, l'Américain Caligiuri, l'Italien Pagliuca, le Suédois Dahlin, mais le Brésilien Romário est l'attraction du tournoi. Beaucoup d'acteurs de ce tournoi participeront aux coupes du monde suivantes (1990, 1994 et 1998).

### Réforme en vue
Les Jeux olympiques de Séoul voient la FIFA s'engager dans la campagne pour le fair-play, lancée lors du quarante-sixième congrès. Le CIO et la FIFA songent déjà à fixer une limite d'âge, ce qui sera fait pour les Jeux olympiques de Barcelone en 1992, limités aux moins de 23 ans.
Tout cela est dû à l'étude technique, composé des Nord-Irlandais Harry Cavan (en) et Roy Millar (en), du Suisse Walter Gagg, du Brésilien José Bonetti, du Malaisien Nagalinggam Raju et de l'Italien Enzo Bearzot.